# Jihoafrická republika
Jihoafrická republika (někdy také Republika Jižní Afrika), zkratkou JAR, zkráceným názvem Jižní Afrika, je nejjižnější zemí Afriky. S 64,5 miliony obyvateli (2025) je 24. nejlidnatější zemí světa a rozkládá se na ploše 1 221 037 kilometrů čtverečních. Jižní Afrika má tři hlavní města: Pretorii, kde sídlí výkonná moc, Bloemfontein (justice) a Kapské Město, kde sídlí moc zákonodárná. Největším městem je Johannesburg. Asi 80 % Jihoafričanů je černošského původu, rozdělených mezi různé etnické skupiny mluvící různými africkými jazyky. Zbývající populaci tvoří největší africké komunity evropských, asijských a mnohonárodních předků – je zemí s nejvyšším podílem bílého a asiatského obyvatelstva v Africe.
Na jihu je ohraničena 2 798 kilometry pobřeží táhnoucí se podél jižního Atlantiku a Indického oceánu; její severní sousedi jsou Namibie, Botswana a Zimbabwe, východní a severovýchodní pak Mosambik a Svazijsko. Uvnitř jihoafrického území leží samostatné království Lesotho. Je to nejjižnější země na pevnině Starého světa či východní polokoule a nejlidnatější země ležící zcela jižně od rovníku.
Jižní Afrika je multietnická společnost zahrnující široké spektrum kultur, jazyků a náboženství. Její pluralitní složení se odráží v ústavě uznanými 11 úředními jazyky, což je čtvrté nejvyšší číslo na světě. Podle sčítání lidu z roku 2011 jsou dvěma nejvíce používanými prvními jazyky zuluština (22,7 %) a xhoština (16,0 %). Dva další jsou evropského původu: afrikánština (13,5 %) se vyvinula z nizozemštiny a slouží jako první jazyk většiny barevných a bílých Jihoafričanů a angličtina (9,6 %) zase odráží dědictví britského kolonialismu a běžně se používá ve veřejném i komerčním životě. Země je jednou z mála v Africe, která nikdy nezažila státní převrat a její demokracie má více než stoletou tradici, na druhou stranu v důsledku rasové segregace (apartheidu) zavedené roku 1948 byli z demokratického procesu až do roku 1994 vyřazeni černoši. Od té doby je JAR parlamentní demokracií, byť důsledky apartheidu v podobě rozdělené společnosti a sociální a ekonomické nerovnosti v mnoha ohledech přetrvávají a jsou předmětem politických a společenských sporů.
Během 20. století se černá většina snažila domáhat se více práv od dominantní bílé menšiny, která hrála velkou roli v nedávné historii a politice země. Národní strana v roce 1948 zavedla apartheid a institucionalizovala předchozí rasovou segregaci. Po dlouhém a často násilném boji Afrického národního kongresu (ANC) a dalších aktivistů proti apartheidu uvnitř i vně země začalo od poloviny 80. let rušení diskriminačních zákonů. Od roku 1994 mají všechny etnické a jazykové skupiny politické zastoupení v liberální demokracii v zemi, která zahrnuje parlamentní republiku a devět provincií. Jihoafrická republika je často označována jako „duhový národ“, který popisuje multikulturní rozmanitost země, zejména v důsledku apartheidu.
Jihoafrická republika je rozvojová země a je na 113. místě v indexu lidského rozvoje, sedmém nejvyšším v Africe. Světová banka ji klasifikovala jako nově industrializovanou zemi s druhou největší ekonomikou v Africe a 33. největší na světě. Jižní Afrika má také nejvíce památek zařazených na seznam světového dědictví UNESCO v Africe. V mezinárodních záležitostech má status střední mocnosti; udržuje si významný regionální vliv a je členem Společenství národů i skupiny G20. Kriminalita, chudoba a nerovnost však zůstávají všudypřítomné, přičemž zhruba čtvrtina populace je nezaměstnaná a žije z méně než 1,25 amerického dolaru na den.

## Oficiální názvy
Vzhledem k velkému počtu úředních jazyků má Jihoafrická republika více oficiálních názvů.
- Republic of South Africa (anglicky)
- Republiek van Suid-Afrika (afrikánsky)
- iRiphabliki yeSewula Afrika (jižní ndebele)
- iRiphabliki yomZantsi Afrika (xhošsky)
- iRiphabhuliki yaseNingizimu Afrika (zulu)
- Rephaboliki ya Afrika-Borwa (sotho)
- Repabliki ya Afrika-Borwa (jižní sotho)
- Rephaboliki ya Aforika Borwa (setswanštinsky)
- iRiphabhulikhi yeNingizimu Afrika (swati)
- Riphabuḽiki ya Afurika Tshipembe (venda)
- Riphabliki ra Afrika Dzonga (tsonga)

## Dějiny

### Pravěká archeologie

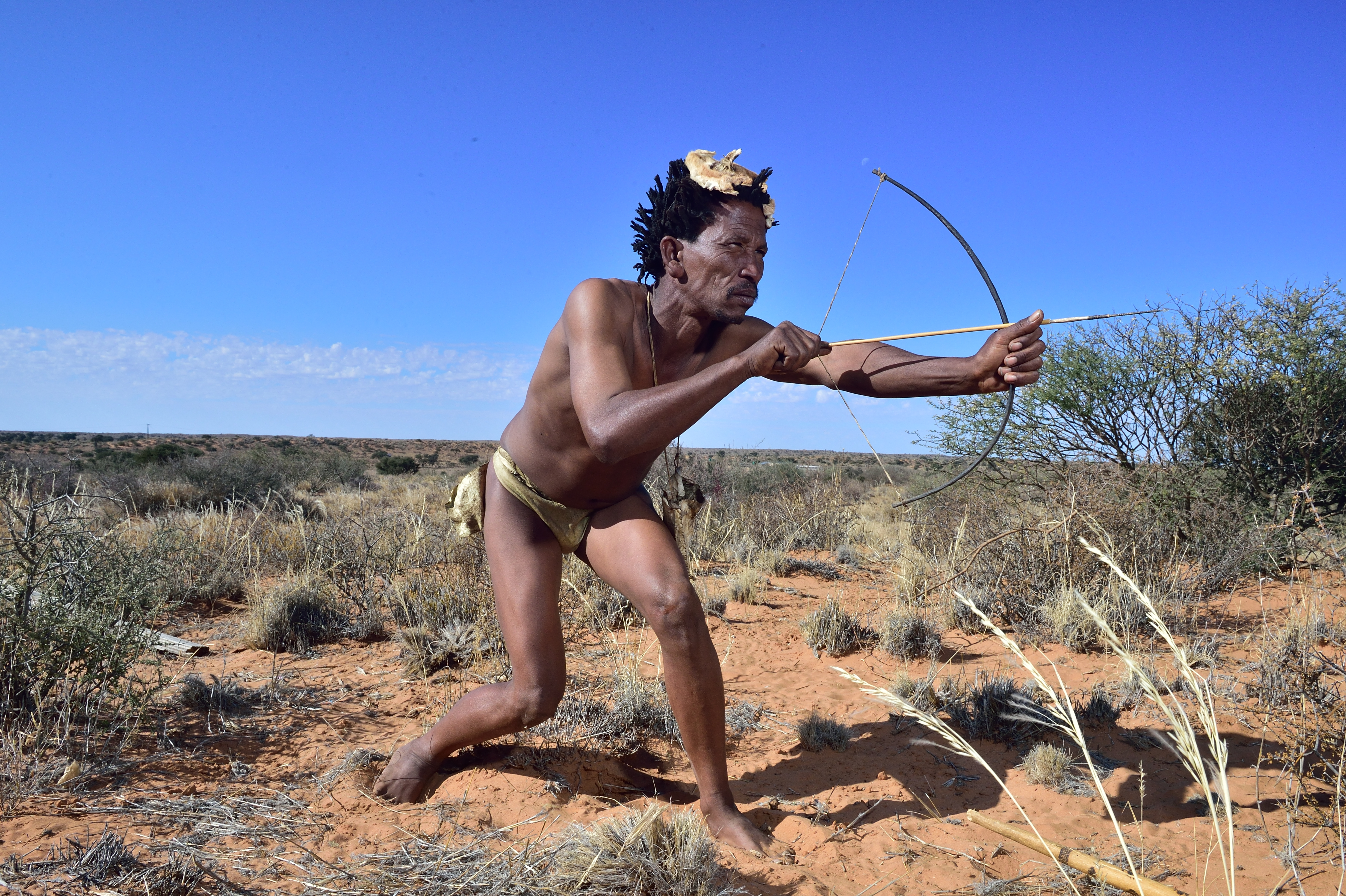
Sanové, neboli Křováci, jsou nejstaršími obyvateli jihu Afriky

Migrace, které formovaly tzv. moderní Duhový národ

V Jihoafrické republice se nachází jedny z nejstarších archeologických a fosilních nalezišť na světě. Archeologové objevili rozsáhlé fosilní pozůstatky v krasových jeskyních v provincii Gauteng. Tato oblast, která je na seznamu světového dědictví UNESCO, byla označena za „kolébku lidstva“. Mezi archeologická místa patří Sterkfontein, jedno z nejbohatších míst s fosiliemi kmene hominini na světě. Mezi další místa patří Swartkrans, jeskyně Kromdraai, jeskyně Coopers a Malapa. Raymond Dart identifikoval první fosilii homininů objevenou v Africe – Taungské dítě (nalezené poblíž Taungu) v roce 1924. Další pozůstatky homininů pocházejí z lokalit Makapansgat v provincii Limpopo, Cornelia a Florisbad v provincii Svobodný stát, Border Cave v provincii KwaZulu-Natal, jeskyně ústí řeky Klasies v provincii Východní Kapsko a Pinnacle Point, Elandsfontein a Die Kelders v provincii Západní Kapsko.
Tyto nálezy naznačují, že v Jižní Africe existovaly různé druhy hominidů zhruba před třemi miliony lety, počínaje druhem Australopithecus africanus. Následovaly druhy jako Australopithecus sediba i Paranthropus robustus. K nejstarším zástupcům lidí patří nově objevený druh Homo naledi. Dále se na území JAR vyskytoval člověk zručný, člověk vzpřímený i člověk moudrý. Moderní lidé obývali jižní Afriku po dobu nejméně 170 000 let.
Různí vědci lokalizovali oblázkové nástroje v údolí řeky Vaal.

### Bantuská expanze

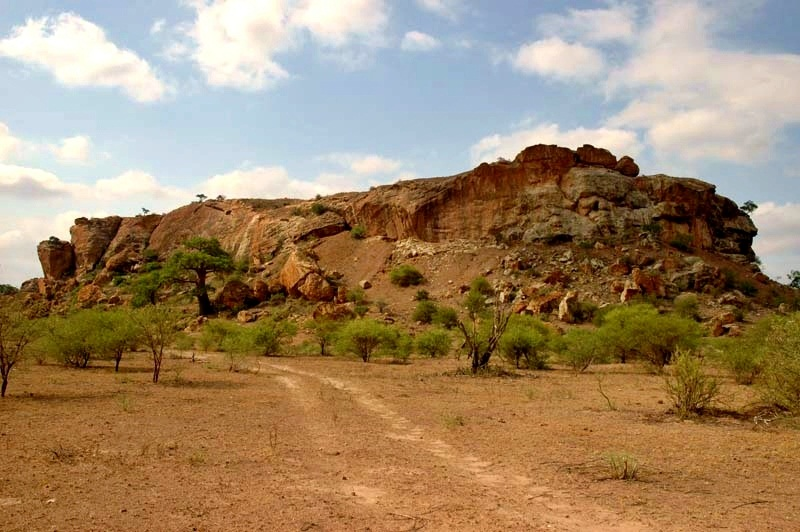
Kopec Mapungubwe, místo původního hlavního města království Mapungubwe

Osady lidí hovořících bantuskými jazyky, kteří využívali v zemědělství a pastevectví železo, byly přítomné již ve 4. nebo 5. století n. l. jižně od řeky Limpopo (nyní severní hranice s Botswanou a Zimbabwe). Vysídlili, dobyli a pohltili původní Khoisany, národy Khoikhoiů a Sanů. Bantuové se pomalu přesunuli na jih. Má se za to, že nejstarší místa zpracování železa v současné provincii KwaZulu-Natal jsou z doby kolem roku 1050. Nejjižnější skupinou byli Xhosové, jejichž jazyk zahrnuje určité jazykové rysy dřívějších Khoisanů. Xhosové dosáhly Great Fish River v dnešní provincii Východní Kapsko. Při migraci tyto větší populace doby železné vysídlily nebo asimilovaly dřívější národy. V provincii Mpumalanga bylo nalezeno několik kamenných kruhů spolu s kamenným uspořádáním, které byly pojmenovány Adamův kalendář, ruiny jsou považovány za stvořené lidmi kultury Bokoni s jazykem severní Sotho.

### Portugalský průzkum

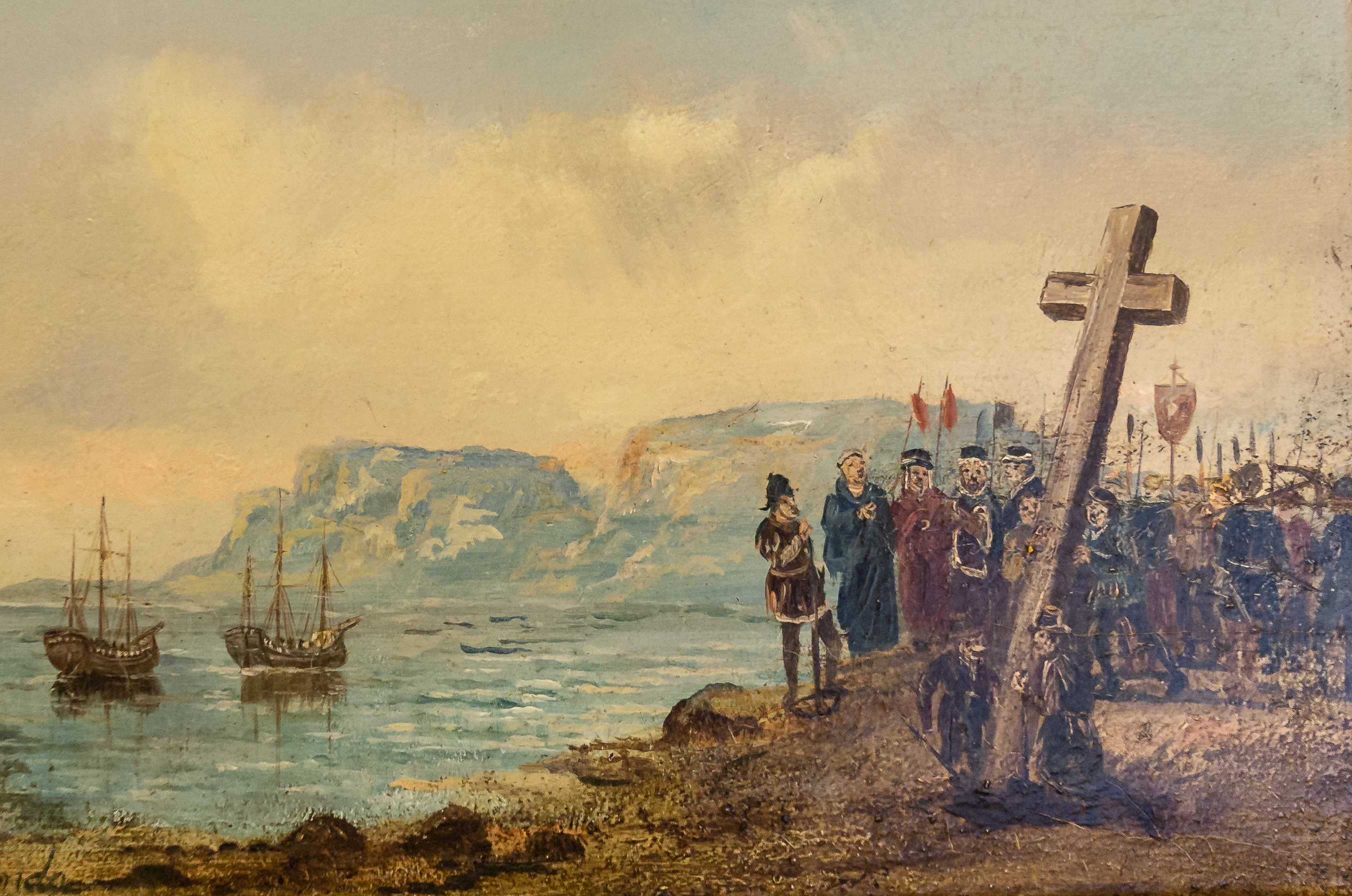
Portugalský průzkumník Bartolomeu Dias vysadil kříž v Cape Point poté, co jako první úspěšně obeplul mys Dobré naděje.

V době kontaktu s Evropou byly dominantní etnickou skupinou národy hovořící bantusky, kteří se stěhovali z jiných částí Afriky asi před tisíci lety. Dvěma hlavními historickými skupinami byli Xhosové a Zulové.
V roce 1487 vedl portugalský průzkumník Bartolomeu Dias první evropskou výpravu, která měla přistát v Jižní Africe. 4. prosince přistál v zálivu Walfisch (nyní známý jako Walvis Bay v dnešní Namibii). Bylo to na jih od nejvzdálenějšího bodu, kterého dosáhl v roce 1485 jeho předchůdce, portugalský navigátor Diogo Cão (Cape Cross, severně od zátoky). Dias pokračoval západním pobřežím jižní Afriky. Po 8. lednu 1488, kterému předcházely bouře bránící pokračovat v plavbě podél pobřeží, plul z dohledu pevniny a obeplul nejjižnější bod Afriky, aniž by jej viděl. V květnu 1488 dosáhl východního pobřeží Afriky, které nazýval Rio do Infante, pravděpodobně dnešní Groot River, ale po svém návratu uviděl mys, který jako první pojmenoval Cabo das Tormentas (mys bouří). Jeho král Jan II. místo přejmenoval na Cabo da Boa Esperança neboli Mys Dobré naděje, protože vedl k bohatství Východní Indie. Diasův výkon byl později zvěčněn v portugalské epické básni Lusovci (1572) od Luíse de Camões. Dalších asi sto let zde přistávaly lodě pouze z Portugalska; Portugalci zde však žádné osady po střetech s původními obyvateli nezakládali.

### Nizozemská kolonizace

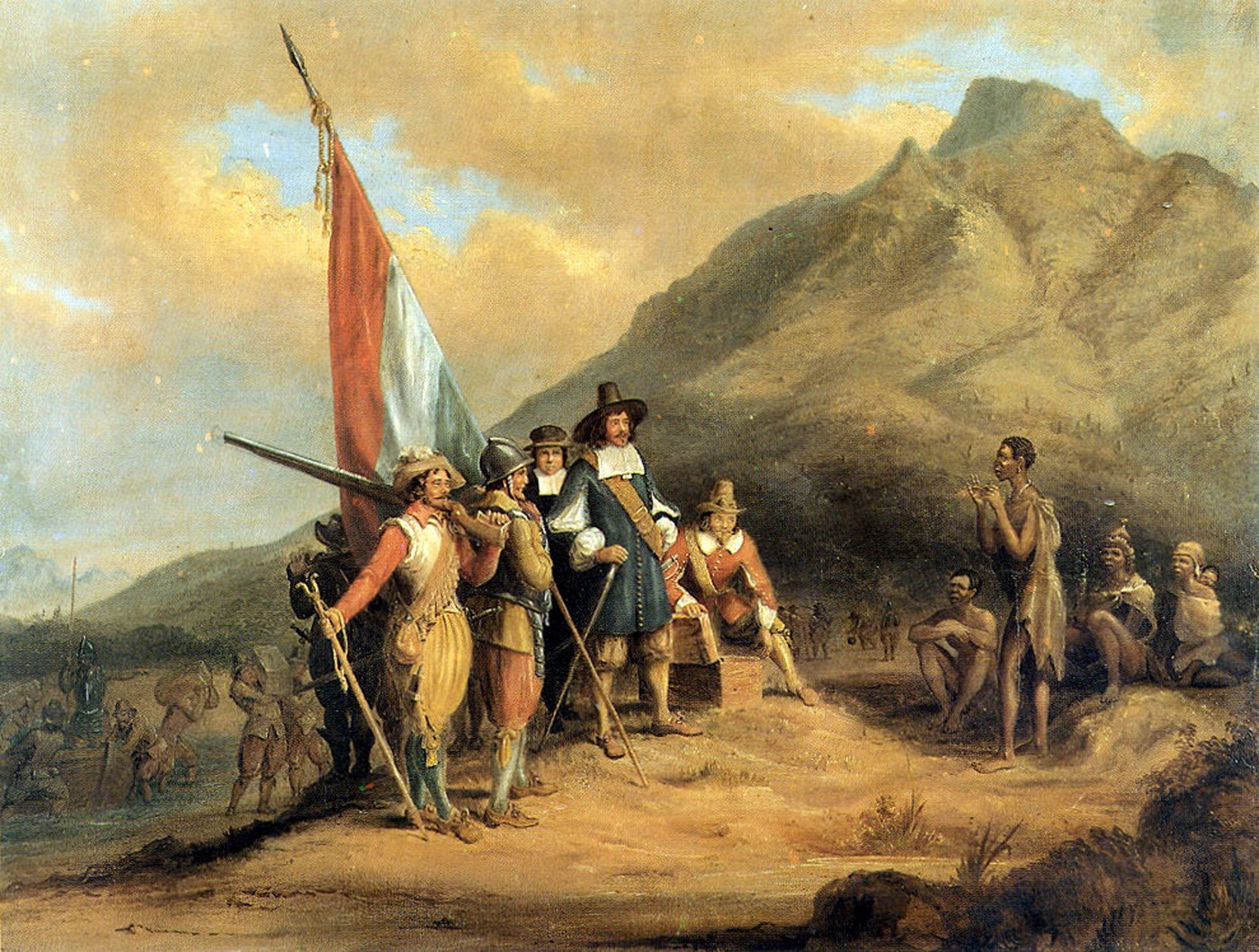
Malba Charlese Davidsona Bella z 19. století. Jan van Riebeeck, který založil první evropskou osadu v Jižní Africe, přijíždí do Table Bay v roce 1652

Na počátku 17. století začala námořní síla Portugalska upadat a angličtí a nizozemští obchodníci soutěžili o vyloučení Lisabonu z jeho lukrativního monopolu na obchod s kořením. Zástupci britské východoindické společnosti měli sporadicky zájem o mys při hledání opatření již v roce 1601, ale později začali upřednostňovat ostrov Ascension a Svatou Helenu jako alternativní útočiště. Nizozemský zájem vzrostl po roce 1647, kdy na mysu na několik měsíců ztroskotali dva zaměstnanci Nizozemské východoindické společnosti (VOC). Námořníci dokázali přežít získáním čerstvé vody a masa od domorodců. Také na úrodnou půdu zaseli zeleninu. Po návratu do Nizozemska příznivě informovali o potenciálu mysu jako o „skladišti a zahradě“ k zásobování lodí plujících na dlouhé plavby.
V roce 1652, asi 150 let po objevení cesty kolem mysu, připluli do Stolové zátoky tři lodě s 90 lidmi různé národnosti, vedené zkušeným obchodníkem a cestovatelem Janem van Riebeeckem. Ti zde jménem Nizozemské východoindické společnosti vybudovali první osadu a zásobovací stanici u mysu Dobré naděje – Kapské Město. Vznikly zde zahrady, zemědělské plantáže a vinice. Časem se mys stal domovem velké populace zvané vrijlieden, známých také jako 'vrijburgers (doslovně „svobodní občané“). Šlo o bývalé zaměstnance společnosti, kteří po plnění svých smluv pobývali na nizozemských územích v zámoří. Nizozemští obchodníci také na těžkou práci přes Východoindickou společnost nechali přivážet otroky namísto místních Khoisanů – skupin Khoikhoiů a Sanů (tehdy označovaných jako Hotentoti), hlavně z Indonésie, Madagaskaru a částí východní Afriky. Některé z prvních komunit smíšené rasy v zemi vznikly prostřednictvím svazků mezi vrijburgery, jejich otroky a různými domorodými národy. To vedlo k vývoji nové etnické skupiny Barevných, z nichž většina přijala nizozemský jazyk a křesťanskou víru.
O pár let později začali zakládat v okolí další farmy. Z Evropy přijížděli další osadníci, zejména Němci. V roce 1688 sem dorazila skupina 200 francouzských Hugenotů. V 18. století připlouvalo k jihoafrickým břehům přes 80 lodí ročně; také kvůli tomu sem byly zavlečeny neštovice, které způsobily zdecimování nejen osadníků, ale zejména domorodců. Expanze nizozemských kolonistů na východ zahájila sérii válek s na jihozápad migrujícím kmenem Xhosů, známé jako války s Xhosy, protože obě strany soutěžily o pastviny nezbytné k pastvě dobytka poblíž Great Fish River. Vrijburgerové, kteří se stali nezávislými farmáři na hranici, byli známí jako Búrové, přičemž někteří si osvojili polokočovný životní styl a byli označováni jako trekboerové. Búrové vytvářeli volné milice, které nazývali komanda a vytvářeli spojenectví se skupinami Khoisanů, aby odráželi nájezdy Xhosů. Obě strany zahájily krvavé, ale bezvýsledné útoky a sporadické násilí, často doprovázené krádežemi hospodářských zvířat, které zůstávalo běžné po několik desetiletí.

### Britská kolonizace a Velký trek

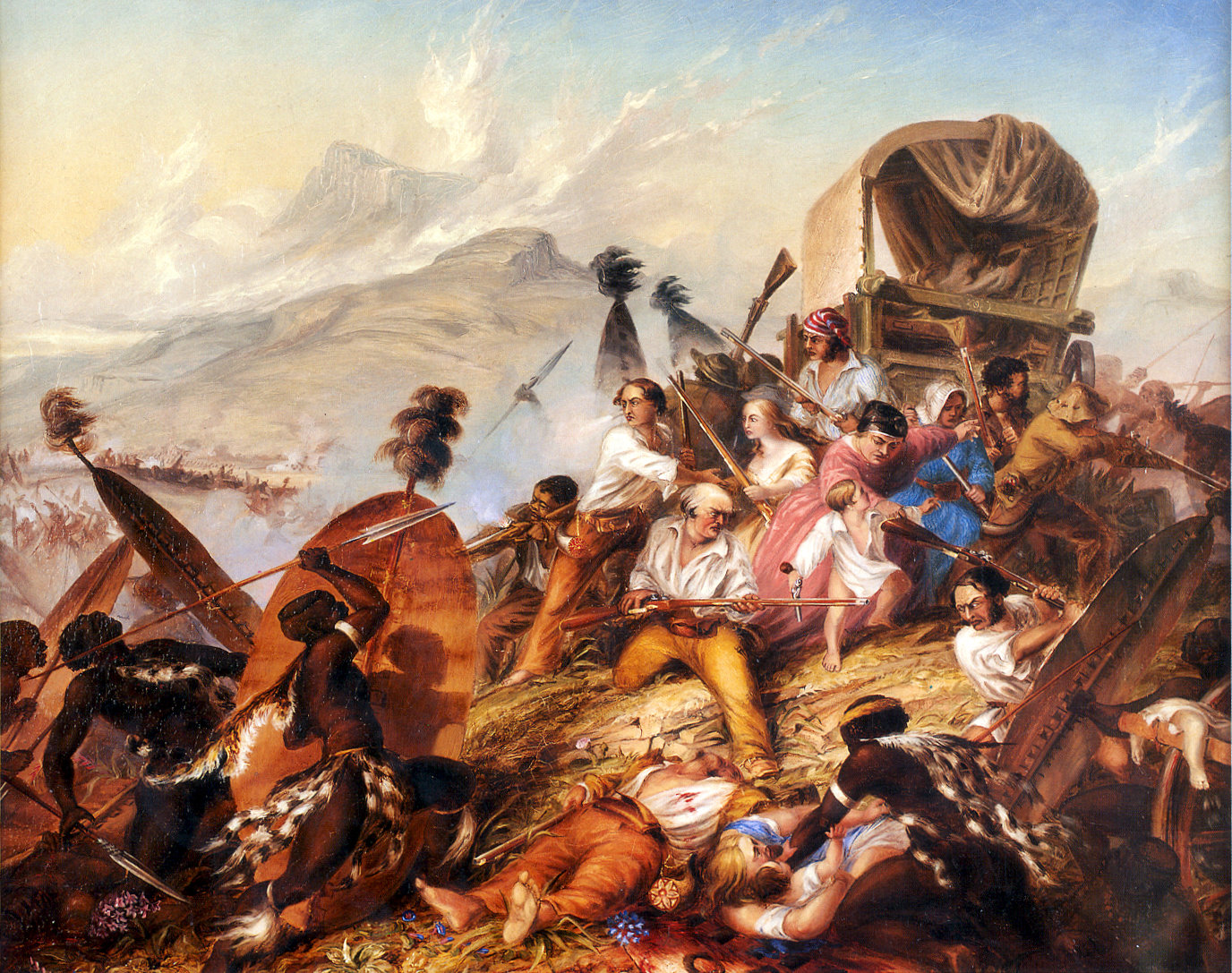
Vyobrazení útoku Zuluů na búrský tábor v únoru 1838

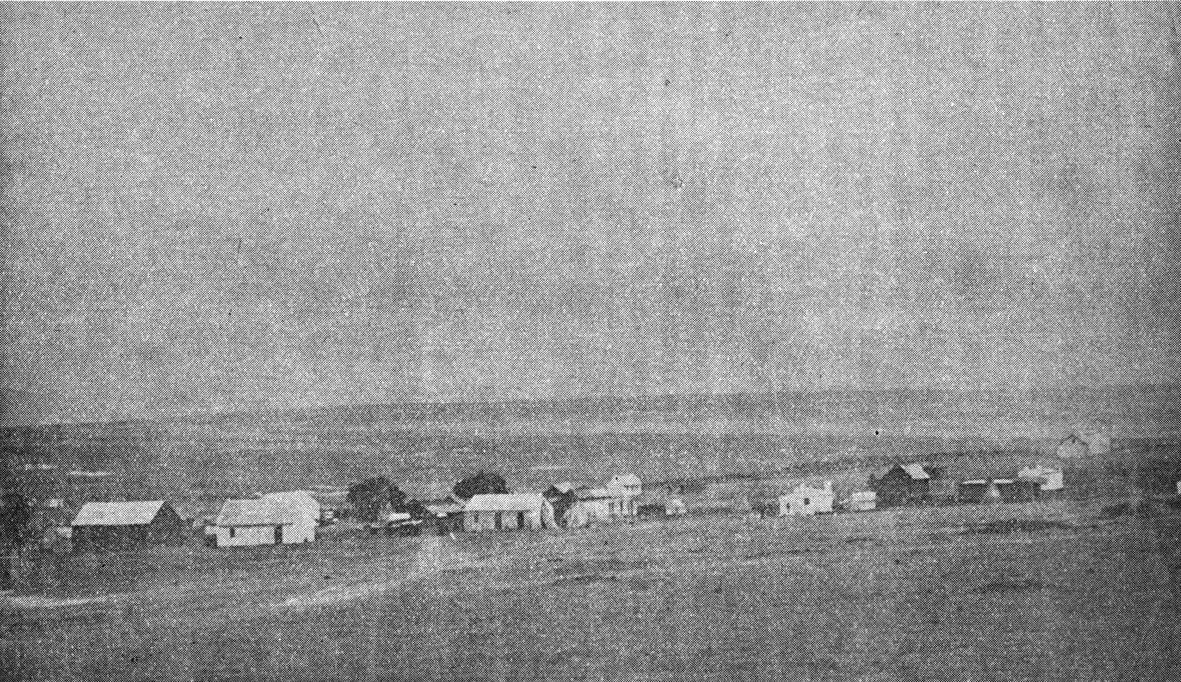
Langlaagt, farma poblíž Johannesburgu, kde se našlo první zlato

Velká Británie v letech 1795 až 1803 okupovala Kapské Město, aby zabránila obsazení První Francouzskou republikou, která napadla Nizozemí a Nizozemská Východoindická společnost vyhlásila bankrot. Přes krátký návrat k nizozemské vládě v rámci Batávské republiky v roce 1803 byl mys znovu obsazen Brity v roce 1806. Po skončení napoleonských válek bylo Kapské město formálně postoupeno Velké Británii a stalo se nedílnou součástí britského impéria. Britské osidlování Jižní Afriky začalo kolem roku 1818 a následně vyvrcholilo příchodem 4000 osadníků v roce 1820. Noví kolonisté byli vyzýváni, aby se usadili z různých důvodů, zejména kvůli zvětšení počtu evropských pracovních sil a posílení příhraničních oblastí proti nájezdům Xhosů.
V prvních dvou desetiletích 19. století sjednotil zulské kmeny náčelník Šaka a začal dobývat nové území. V brutální výbojné politice bylo zabito 1 000 000 až 2 000 000 lidí a jeho válečníci zpustošili vnitrozemskou plošinu, která byla na počátku 20. let 19. století vylidněna, čímž ovšem usnadnili následnou búrskou a britskou kolonizaci. Toto období se nazývá mfecane. Odnož Zuluů, národ Matabele, vytvořil větší říši, která zahrnovala velké části Vysokého Veldu pod králem Mzilikazim.
Na počátku 19. století mnoho nizozemských osadníků z Kapské kolonie, kde byli podrobeni britské kontrole, odešlo v řadě skupin migrantů, kteří se stali známými jako Voortrekkeři („Hledači cesty“ či „Průkopníci“). Británie zakázala obchodování s otroky a v roce 1833 otroctví zrušila. Búrům otroci z plantáží utíkali a jejich farmy zanikaly. Búrové migrovali do budoucích oblastí Natal, Svobodný stát a Transvaal. Zde založili búrské republiky: Transvaalskou republiku (nyní provincie Gauteng, Limpopo, Mpumalanga a Severozápad), republiku Natalia (KwaZulu-Natal) a Oranžský svobodný stát (svobodný stát), přičemž docházelo ke střetům s místním obyvatelstvem.
Objev diamantů v roce 1867 a zlata v roce 1884 ve vnitrozemí odstartoval minerální revoluci a zvýšil ekonomický růst a imigraci, což zintenzivnilo britské úsilí o získání kontroly nad domorodým obyvatelstvem. Boj o kontrolu těchto důležitých ekonomických zdrojů byl faktorem ve vztazích mezi Evropany a domorodým obyvatelstvem, a také mezi Búry a Brity.

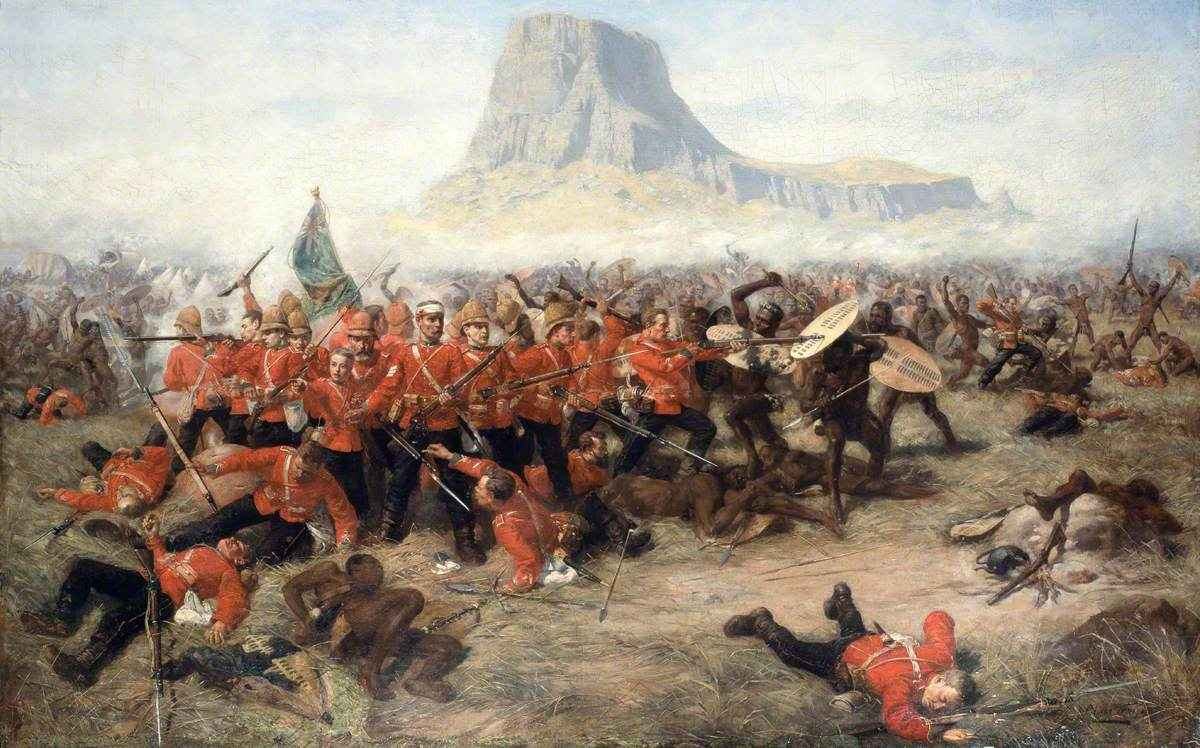
Porážka Britů zulskými bojovníky v bitvě u Isandlwany 22. ledna 1879

Dne 16. května 1876 vyhlásil prezident Thomas François Burgers z Jihoafrické transvaalské republiky válku náčelníkovi Sekhukhunemu a kmeni Pedi. Sekhukhuneovi se podařilo 1. srpna 1876 transvaalskou armádu porazit. Další útok Lydenburského dobrovolnického sboru byl rovněž odražen. Dne 16. února 1877 podepsaly obě strany mírovou smlouvu v Botshabelo. Neschopnost Búrů podmanit si náčelníka Sekhukhuneho a kmen vedla k odchodu Burgerse ve prospěch Paula Krugera a britské anexi Jihoafrické (Transvaalské) republiky dne 12. dubna 1877 sirem Theophilem Shepstoneem, tajemníkem pro domácí záležitosti Natalu. V letech 1878 a 1879 byly úspěšně odraženy tři britské útoky, dokud Sir Garnet Wolseley v listopadu 1879 neporazil Sekhukhuneho s armádou 2 000 britských vojáků, Búrů a 10 000 Swazijců.
Britsko-zulská válka probíhala v roce 1879 mezi Spojeným královstvím a Zululandem. Po úspěšném zavedení federace v Kanadě lorda Carnarvonem se předpokládalo, že podobné politické úsilí spojené s vojenskými taženími by mohlo uspět u afrických království, kmenových oblastí a búrských republik v Jižní Africe. V roce 1874 byl sir Henry Bartle Frere poslán do Jihoafrické republiky jako britský vysoký komisař, aby takové plány uskutečnil. Mezi překážkami byla přítomnost nezávislých búrských států a království Zululand a jeho armády. Národ Zulu porazil Brity v bitvě u Isandlwany, ale válku nakonec prohráli, což mělo za následek ukončení nezávislosti Zuluů.

### Búrské války

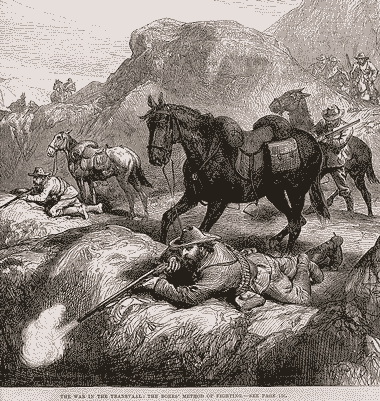
První búrská válka proti expanzi Britské říše do búrské Transvaalské republiky

Búrské republiky úspěšně odolávaly britským zásahům během první búrské války (1880–1881) pomocí taktiky partyzánské války, která dobře odpovídala místním podmínkám a Britové byli poraženi. Vrátili se s větším počtem, většími zkušenostmi a novou strategií ve druhé búrské válce (1899–1902). Sice utrpěli těžké ztráty kvůli opotřebovávací válce; nicméně nakonec byli úspěšní. V britských koncentračních táborech byly uvězněny desítky tisíc Búrů a jejich rodin. Zemřelo zde přes 27 000 búrských žen a dětí. Britské impérium anektovalo nezávislé búrské republiky Transvaal a Oranžský svobodný stát.

#### Nezávislost
V zemi se protibritská politika bílých Jihoafričanů zaměřovala na nezávislost. Během nizozemských a britských koloniálních let byla rasová segregace většinou neformální, ačkoli byla přijata některá legislativa pro kontrolu osídlení a pohybu domorodců, včetně zákona o nativním umístění z roku 1879 a systému zákonů.
Osm let po skončení druhé búrské války a po čtyřech letech vyjednávání byla zákonem britského parlamentu (zákon o Jihoafrické republice z roku 1909) zaručena nominální nezávislost a 31. května 1910 byla vytvořena Jihoafrická unie, která získala autonomní statut dominia. Všechny provincie byly sloučeny. Zahrnovaly Kapsko, Transvaal a kolonii Natal, stejně jako Oranžský svobodný stát.
Zákon o půdě domorodců z roku 1913 přísně omezil vlastnictví půdy černochy; v této fázi domorodci ovládali pouze sedm procent země. Množství půdy vyhrazené pro domorodé obyvatelstvo bylo později nepatrně zvýšeno.
Automaticky spolu s Velkou Británií země vstoupila do první světové války. Za války obsadila a okupovala tehdejší Německou jihozápadní Afriku – dnešní Namibii. Spolu s dalšími britskými dominii se účastnila poválečných mírových konferencí, na kterých získala jihozápadní Afriku jako mandátní území.
V roce 1931 byl přijat Westminsterský statut, který učinil z Jihoafrické unie formálně nezávislý stát v personální unii se Spojeným královstvím a dalšími britskými dominii. Statut zrušil poslední pravomoci parlamentu Spojeného království vydávat právní předpisy o zemi. Suverénní a nezávislý statut země byl o tři roky později dodatečně potvrzen domácími zákony Status of the Union Act 1934 a Royal Executive Functions and Seals Act of 1934. Ve stejný rok se South African Party a Národní strana spojily a vytvořily sjednocenou stranu, usilující o smíření mezi Afrikánci a anglicky mluvícími bělochy. V roce 1939 se strana rozdělila kvůli vstupu země do druhé světové války jako člen společenství národů a spojenec Spojeného království, což Národní strana nesla s nelibostí.

#### Počátky apartheidu
Významným přelomem ve vývoji Jihoafrické unie byla rozsáhlá industrializace spojená s objevením ložisek diamantů v Kimberley a zlata ve Witwatersrandu v Transvaalu. Rozvoj průmyslu byl navíc umocněn v době velké hospodářské krize díky vysokým cenám zlata a diamantů. Hospodářský růst trval nepřetržitě až do druhé poloviny 20. století. Tento pozitivní vývoj však byl v příkrém rozporu s trendy vývoje politického.
V roce 1948 ve volbách zvítězila Národní strana. Posílila rasovou segregaci zahájenou pod nizozemskou a britskou koloniální nadvládou. Kanadský indiánský zákon posloužil jako rámec a nacionalistická vláda klasifikovala všechny národy do tří ras. Pro každou z nich vyvinula práva a omezení. Bílá menšina (méně než 20 %) ovládala větší černošskou většinu. Legálně institucionalizovaná segregace se stala známá jako apartheid. Zatímco běloši měli nejvyšší životní úroveň v celé Africe, srovnatelnou se západními národy prvního světa, černá většina zůstávala znevýhodněna téměř všemi standardy, včetně příjmu, vzdělání, bydlení a střední délky života. Charta svobody přijatá v roce 1955 Kongresem aliance požadovala nerasovou společnost a ukončení diskriminace.

### Republika
31. května 1961 byla země po těsném referendu prohlášena republikou a změnila název na Jihoafrickou republiku. Britská provincie Natal hlasovala převážně proti tomuto návrhu. Královna Alžběta II. ztratila titul královny Jižní Afriky a prezidentem se stal poslední generální guvernér Charles Robberts Swart. Jako ústupek Westminsterskému systému zůstal parlamentní systém vlády zachován až do reformy ústavy P. W. Bothou v roce 1983, která zrušila funkci předsedy vlády a nastolila téměř jedinečné „silné předsednictví“ odpovědné parlamentu. Pod tlakem dalších zemí Společenství národů se Jižní Afrika z organizace stáhla v roce 1961 a znovu se k ní připojila až v roce 1994. Od šedesátých let byly zřizovány takzvané bantustany, samosprávná území vyhrazená pro původní obyvatelstvo.
Přes odpor uvnitř i vně země vláda uzákonila pokračování apartheidu. Bezpečnostní síly zakročily proti vnitřnímu disentu a násilí se rozšířilo, přičemž partyzánský až teroristický boj vedly organizace proti apartheidu, jako Africký národní kongres (ANC), Azanská lidová organizace (AZAPO) a Panafrikanský kongres (PAC) a městské sabotáže. Tyto tři soupeřící hnutí odporu se také zapojily do občasných mezifrakčních střetů, když soupeřili o domácí vliv. Apartheid byl stále kontroverznější a několik zemí kvůli své rasové politice začalo bojkotovat obchod s jihoafrickou vládou. Tato opatření byla později rozšířena na mezinárodní sankce a prodej podílu zahraničními investory. Mezinárodní olympijský výbor na svém zasedání v Amsterdamu v roce 1970 rozhodl Olympijský výbor JAR suspendovat a tuto zemi vyloučit z olympijského hnutí do doby, než zruší rasovou segregaci barevných sportovců.
V srpnu až říjnu 1975 se jednotky Jihoafrické republiky zapojily do konečné fáze Angolské války za nezávislost na straně organizace UNITA Jonase Savimbiho, ale byla zatlačena zpět vojáky nasazenými z Kuby. Paralelně s tímto konfliktem probíhala válka za nezávislost Namibie. Na konci 70. let zahájila Jihoafrická republika program vývoje jaderných zbraní. V následujícím desetiletí vyrobila šest jaderných zbraní.

#### Konec apartheidu

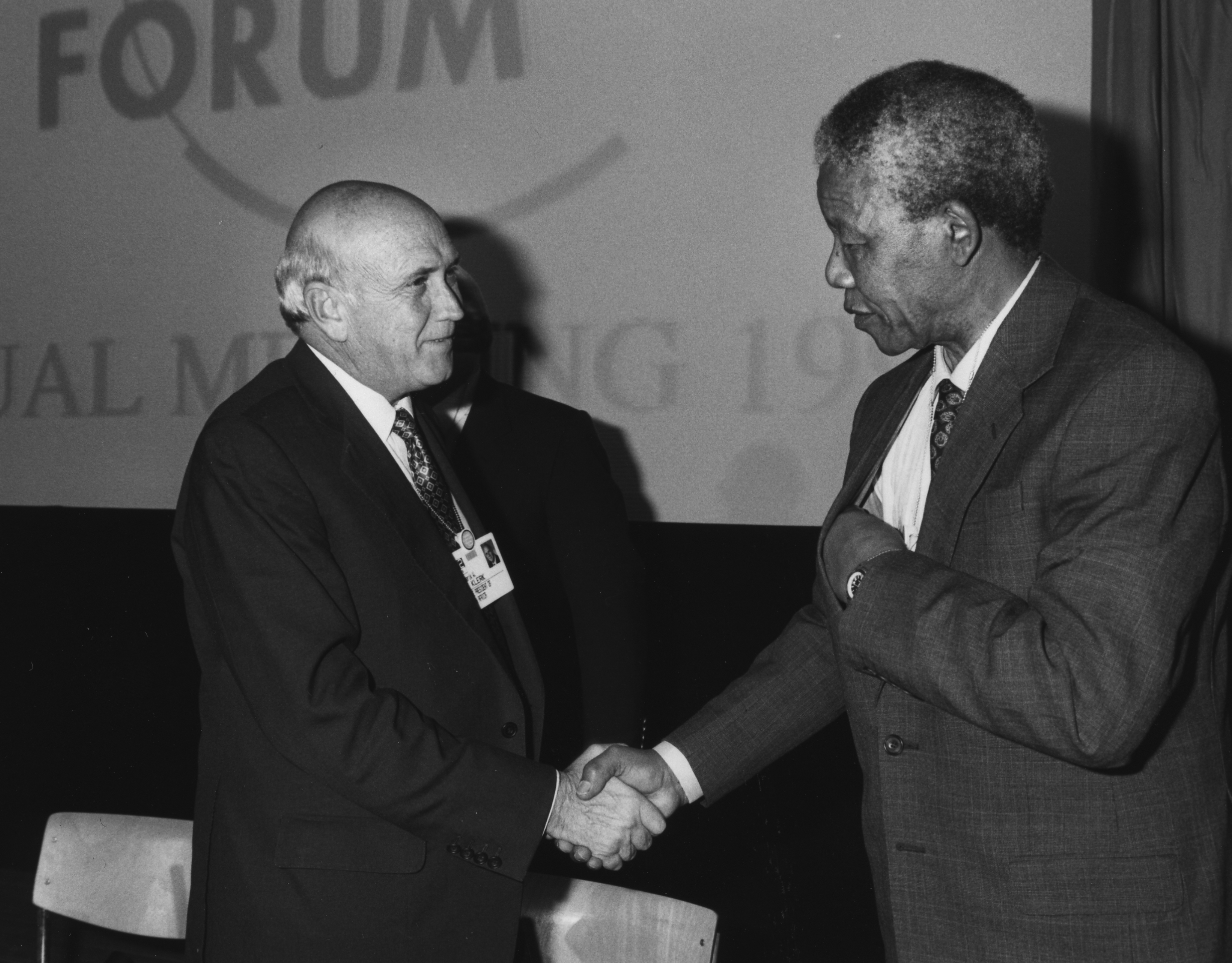
De Klerk a Mandela v Davosu, 1992

Mahlabatininská deklarace víry, kterou v roce 1974 podepsal Mangosuthu Buthelezi a Harry Schwarz, zakotvila zásady mírového přechodu moci a rovnosti pro všechny. Šlo o první z takových dohod mezi černými a bílými politickými vůdci v Jižní Africe. F. W. De Klerk nakonec v roce 1993 zahájil dvoustranné diskuse s Nelsonem Mandelou o přechodu politik a vlády.
V roce 1990 učinila vláda Národní strany první krok k odstranění diskriminace, když zrušila zákaz ANC a dalších politických organizací. Po 27 letech odnětí svobody za sabotáž byl Nelson Mandela propuštěn z vězení. Následoval vyjednávací proces. Se souhlasem bílých voličů v referendu z roku 1992 vláda pokračovala v jednáních o ukončení apartheidu. Jihoafrická republika také zničila svůj jaderný arzenál a přistoupila ke Smlouvě o nešíření jaderných zbraní. V Jihoafrické republice proběhly první univerzální volby v roce 1994, které ANC vyhrál drtivou většinou. Od té doby se drží u moci. Země se znovu připojila ke Společenství národů a stala se členem Jihoafrického rozvojového společenství (SADC).
V Jižní Africe po pádu apartheidu zůstává vysoká nezaměstnanost. Zatímco mnoho černochů dosáhlo úrovně střední i vyšší třídy, celková míra nezaměstnanosti černochů se mezi lety 1994 a 2003 podle oficiálních ukazatelů zhoršila, ale pomocí rozšířených definic významně poklesla. Chudoba mezi bílými, která byla dříve vzácná, se zvýšila. Současná vláda se navíc snažila dosáhnout měnové a fiskální disciplíny, aby zajistila přerozdělení bohatství i hospodářský růst. Index lidského rozvoje (HDI) v Jihoafrické republice mezi lety 1995 a 2005 klesl, zatímco do poloviny 90. let ustavičně rostl. Vrcholu z roku 1995 bylo dosaženo až v roce 2013. To lze z velké části připsat pandemii HIV/AIDS v Jihoafrické republice, která způsobila pokles průměrné délky života v Jihoafrické republice z vysokého bodu 62,25 roku v roce 1992 na minimum 52,57 v roce 2005 a selhání vlády podniknout kroky v řešení pandemii během jejího začátku.

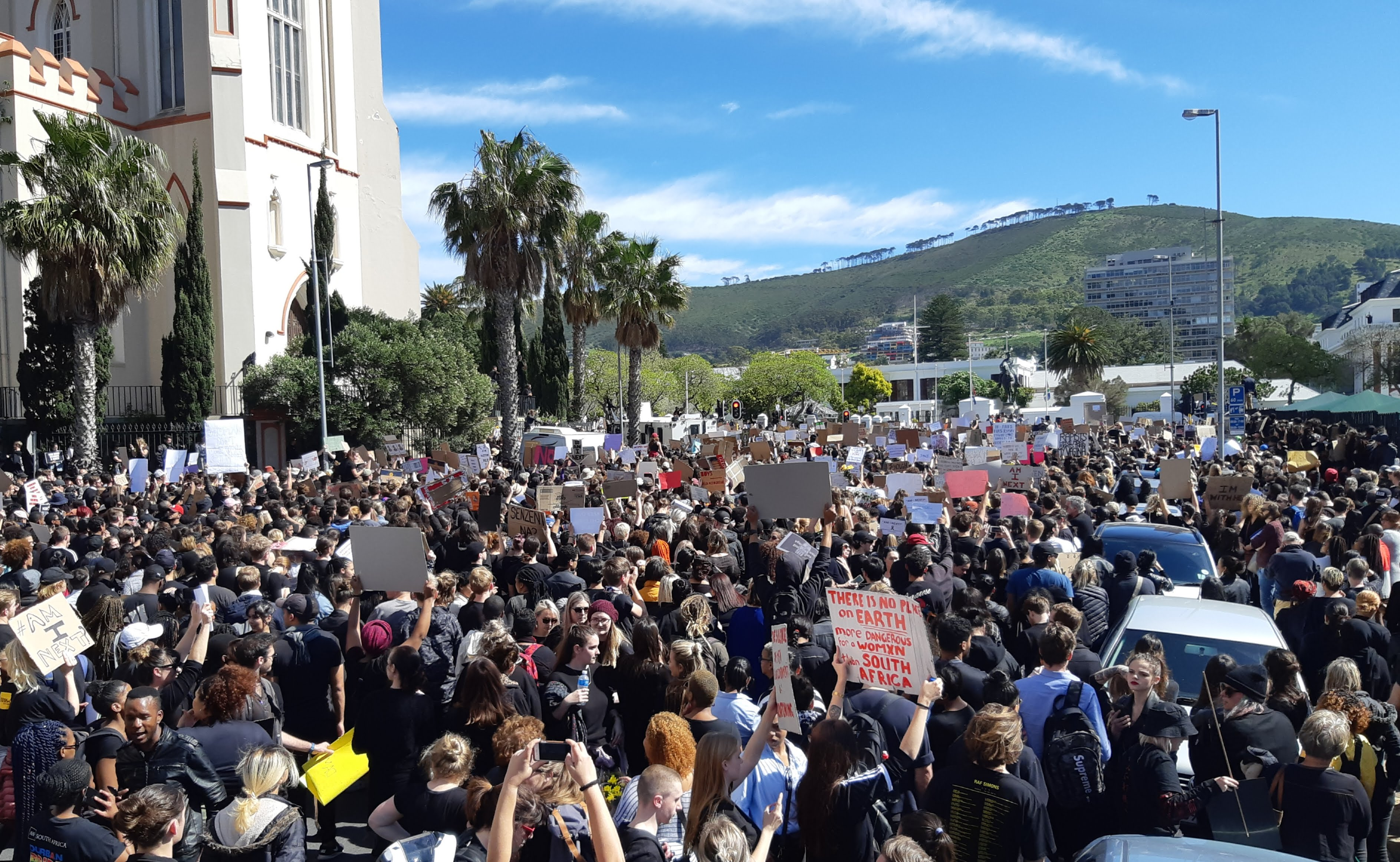
Protest v Kapském Městě proti sexuálnímu násilí na ženách v září 2019

V květnu 2008 bylo při nepokojích zabito přes 60 lidí. Středisko pro práva na bydlení a vystěhování odhadlo, že z domovů bylo vyhnáno více než 100 000 lidí. Mezi cíle patřili hlavně legální i nelegální migranti a uprchlíci žádající o azyl, ale třetina obětí byli občané Jihoafrické republiky. V průzkumu z roku 2006 dospěl Jihoafrický migrační projekt k závěru, že Jihoafričané jsou proti přistěhovalectví více než jakákoli jiná národní skupina. Vysoký komisař OSN pro uprchlíky v roce 2008 uvedl, že v Jižní Africe požádalo o azyl více než 200 000 uprchlíků, což je téměř čtyřikrát více než rok předtím. Tito lidé pocházeli hlavně ze Zimbabwe, ačkoli mnozí pocházejí také z Burundi, Konžské demokratické republiky, Rwandy, Eritreje, Etiopie a Somálska. Soutěž o zaměstnání, obchodní příležitosti, veřejné služby a bydlení vedla k napětí mezi uprchlíky a hostitelskými komunitami. Zatímco xenofobie v Jižní Africe je stále problémem, nedávné násilí nebylo tak rozšířené, jak se původně obávalo. Jelikož se však Jihoafrická republika stále potýká s rasovými problémy, jedním z navrhovaných řešení bylo přijetí legislativy, jako je projednávaný trestný čin z nenávisti a zákon o nenávistných projevech, který bude prosazovat zákaz jihoafrického rasismu a závazek rovnosti.

## Státní symboly

### Vlajka
Jihoafrická vlajka je tvořena listem o poměru stran 2:3 s ležatým ypsilonem zelené barvy, lemovaným bílými proužky z vnějšku a žlutými z vnitřku. Vlajka je tak rozdělena na tři pole, jedno trojúhelníkové – černé žerďové a dvě lichoběžníková – horní červené a dolní modré. Šířka zeleného ypsilonu je 1/5, lemy jsou široké 1/15 šířky vlajky. Délka ypsilonu je polovina délky vlajky.

### Znak
Jihoafrický státní znak tvoří sloní kly, nad nimi jsou dva klasy pšenice, nad nimi je zlatý štít s khoisanskou skalní malbou. Horní část znaku tvoří zkřížené kopí a kyj, nad nimi je květ protey, pták hadilov písař a vycházející slunce.

### Hymna
Jihoafrická hymna (anglicky National anthem of South Africa) vznikla spojením písní Nkosi Sikelel' iAfrika a Die Stem van Suid-Afrika. Má pět jazykových verzi: 3 původní jazyky – xhoština, zuluština a sesothština a 2 jazyky koloniální – afrikánština a angličtina.

## Geografie

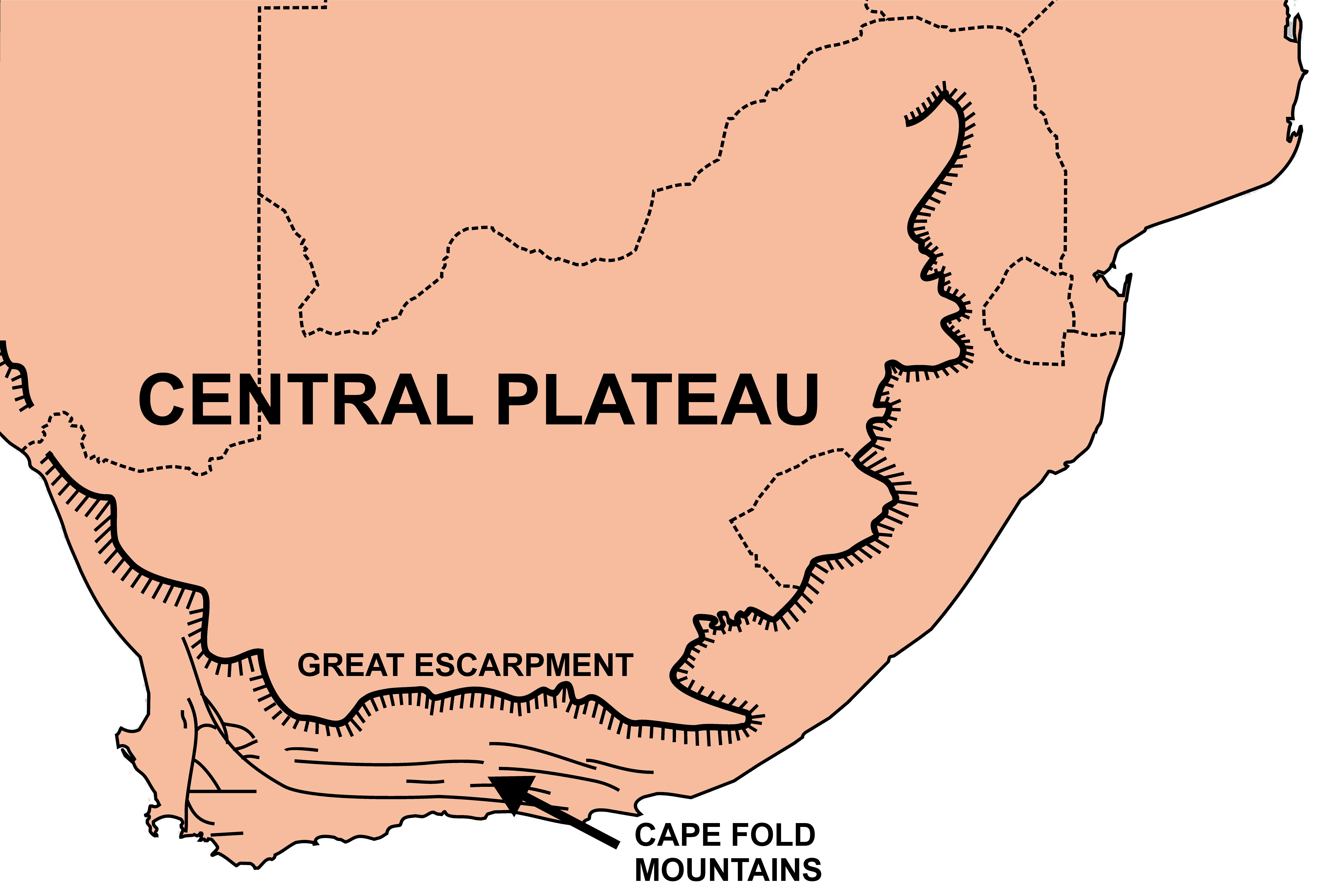
Mapa Jihoafrické republiky zobrazující hlavní topografické rysy: centrální náhorní plošinu lemovanou Velkým srázem a kapskými horami v jihozápadním rohu země

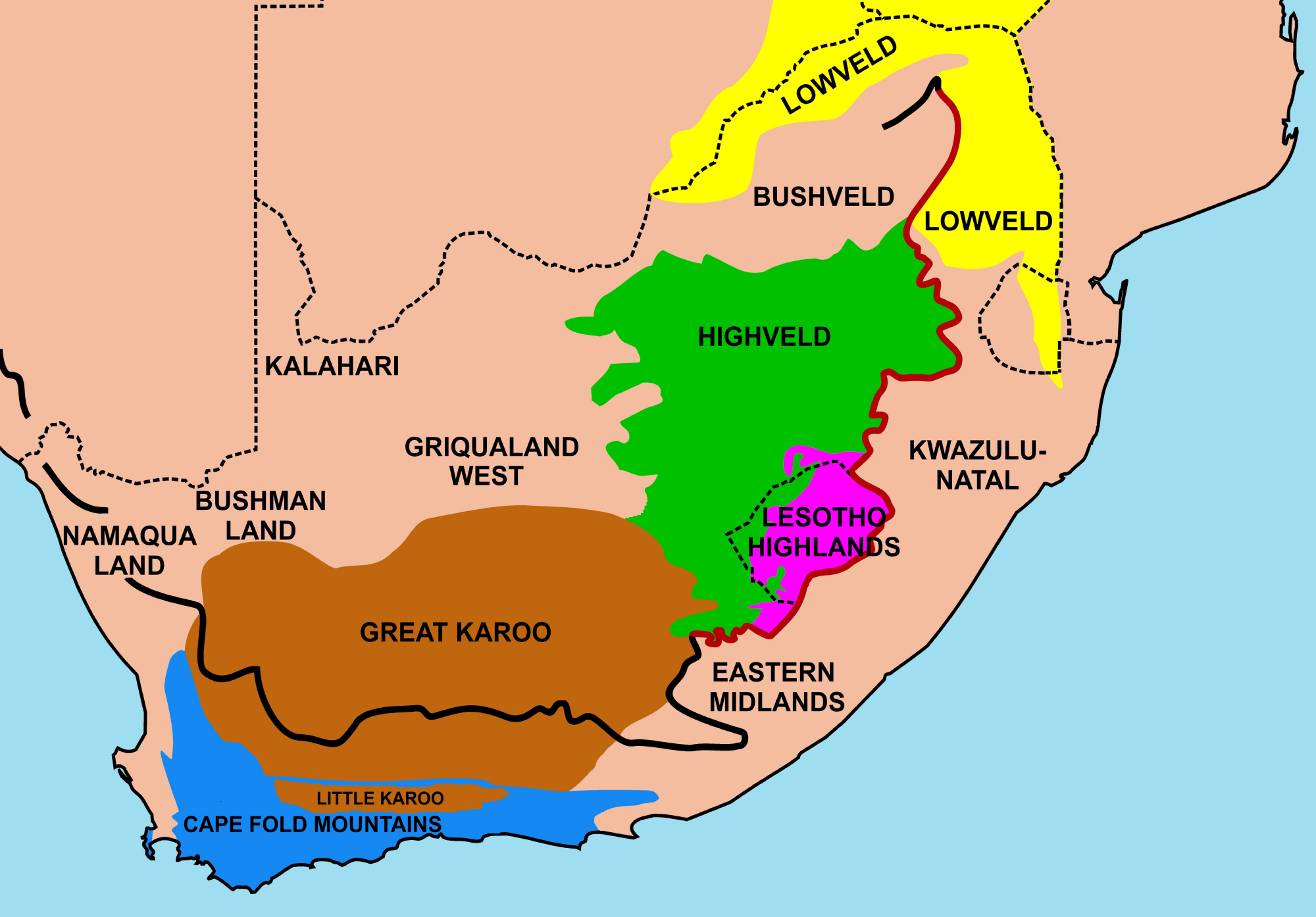
Důležité zeměpisné oblasti v Jižní Africe. Tlustá čára sleduje směr Velkého srázu, který ohraničuje centrální náhorní plošinu. Východní část této linie, zbarvená červeně, jsou Dračí hory. Sráz stoupá do nejvyššího bodu na více než 3 000 m, kde Dračí hory tvoří hranici mezi provincií KwaZulu-Natal a státem Lesotho. Žádný z regionů uvedených na mapě nemá přesně vymezenou hranici, kromě případů, kdy sráz nebo pohoří tvoří jasnou dělicí čáru mezi nimi. Některé známější oblasti jsou zbarveny; ostatní jsou jednoduše označeny svými jmény.

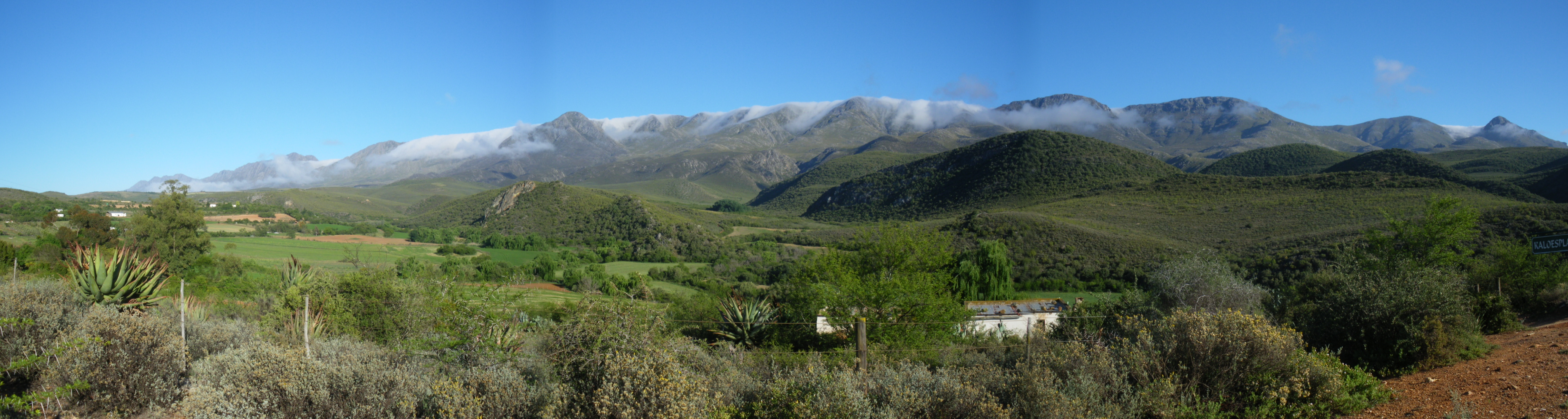
Pohoří Swartberg v provincii Západní Kapsko

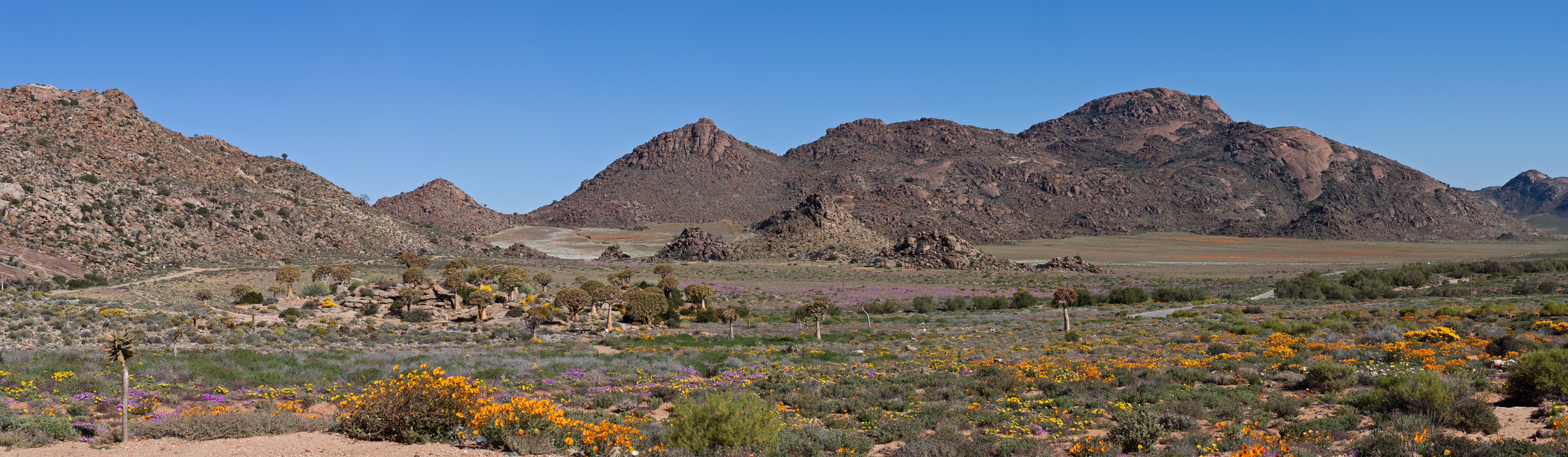
Kvetoucí poušť v Namaqualandu

Jihoafrická republika je nejjižnějším státem Afriky s dlouhým pobřežím, které se táhne více než 2 500 km podél dvou oceánů (jižní Atlantik a indický oceán). Podle demografické ročenky OSN je s rozlohou 1 219 912 km2 24. největší zemí na světě. Je to přibližně stejná velikost jako Kolumbie, dvakrát větší než Francie, třikrát větší než Japonsko, čtyřikrát větší než Itálie, pětkrát větší než Spojené království a 15,5× větší než Česká republika. Z Afriky zabírá asi 4 % rozlohy.
Mafadi v Dračích horách je s výškou 3450 m nejvyšším vrcholem Jižní Afriky. V Dračích horách se též nachází nejvyšší vodopád světa Tugela padající z výšky 983 m. S výjimkou ostrovů Prince Edwarda leží země mezi zeměpisnými šířkami 22° a 35° jižní šířky a 16° až 33° východní délky.
Vnitrozemí Jižní Afriky se skládá z rozlehlé, na většině míst téměř rovné náhorní plošiny s nadmořskou výškou mezi 1 000 a 2 100 m, nejvyšší na východě a mírně se svažující dolů směrem na západ a na sever, a o něco méně znatelně na jih a jihozápad. Tato náhorní plošina je obklopena Velkým srázem, jehož východní a nejvyšší úsek je známý jako Dračí hory.
Jižní a jihozápadní část náhorní plošiny (přibližně 1 100–1 800 m n. m.) a přilehlá nížina dole (přibližně 700–800 m n. m. – viz mapa vpravo) jsou známé jako Velké Karru, které se skládá z řídce rozmístěných křovin. Na sever velké karru mizí v ještě sušší a vyprahlejší Bushmanland, který na samém severozápadě země nakonec přechází v poušť Kalahari. Středovýchodní a nejvyšší část náhorní plošiny je známá jako Vysoký Veld. Tato relativně dobře zavlažovaná oblast je domovem velké části komerčních zemědělských půd v zemi a obsahuje největší aglomeraci (Gauteng). Na sever od Vysokého Veldu, přibližně od 25° 30' jižní šířky, se náhorní plošina svažuje dolů do Křovinatého Veldu, který nakonec ustupuje nížinné oblasti Limpopo nebo Nízký Veld.
Pobřežní pás pod Velkým srázem, pohybující se ve směru hodinových ručiček od severovýchodu, se skládá z Nízkého Veldu v oblasti Limpopo, který přechází do Nízkého Veldu v oblasti Mpumalanga pod Dračími horami (východní část Velkého srázu). Je teplejší, sušší a méně intenzivně kultivovaný než Vysoký Veld nad srázem. Krugerův národní park, který se nachází v provinciích Limpopo a Mpumalanga na severovýchodě Jižní Afriky, zabírá velkou část Nízkého Veldu, který pokrývá 19 633 kilometrů čtverečních. Jižně od Nízkého Veldu se roční srážky při přechodu do KwaZulu zvyšují. Přirozená provincie, která je zejména u pobřeží subtropicky horká a vlhká. Mezinárodní hranici KwaZulu-Natal – Lesotho tvoří nejvyšší část Velkého srázu – Dračí Hory, které dosahují nadmořské výšky přes 3 000 m (9 800 ft). Podnebí na úpatí této části Dračích hor je mírné.
Oblast Witwatersrandu představuje největší koncentraci obyvatelstva (Johannesburg, Pretorie). Tato oblast má obrovské zásoby zlata. Velmi známá je Stolová hora, zvedající se z moře do tisícimetrové výšky nad Kapské Město.
V Jižní Africe stále žije velké množství divoké zvěře, avšak její výskyt ve volné přírodě je vlivem civilizačních faktorů ohrožen. Pro tyto účely bylo zřízeno celkem 13 národních parků s velmi kvalitní péčí, z nichž nejznámější jsou Krugerův NP, NP Kalahari Gemsbok a rovněž Addo Elefant v blízkosti Port Elizabeth.

### Klima

Köppenova klasifikace podnebí Jižní Afriky

Jihoafrická republika má obecně mírné klima, protože je Atlantickým a Indickým oceánem obklopena ze tří stran, také se nachází na klimaticky mírnější jižní polokouli a protože její průměrná nadmořská výška stabilně stoupá směrem na sever (k rovníku) a dále do vnitrozemí. Tato různorodá topografie a oceánský vliv vedou k velké rozmanitosti klimatických pásem. Klimatická pásma sahají od extrémní pouště jižní Namibské pouště na nejvzdálenějším severozápadě po svěží subtropické podnebí na východě podél hranice s Mosambikem a Indickým oceánem. Zimy se v Jižní Africe vyskytují mezi červnem a srpnem.
Nejzazší jihozápad má pozoruhodně podobné podnebí jako Středozemní moře s vlhkými zimami a horkými, suchými léty, kde se nachází známý biom kapské květenné říše, kde dominuje fynbos, křovin a houštiny. Tato oblast také produkuje většinu vína z Jižní Afriky. Také je známá zejména svým větrem, který fouká přerušovaně téměř po celý rok. Díky síle tohoto větru byl průjezd okolo mysu Dobré naděje pro námořníky obzvláště zrádný, což vedlo k mnoha ztroskotáním. Dále na východ, na jižním pobřeží, jsou srážky rovnoměrněji rozloženy po celý rok a vytváří zelenou krajinu. Tato oblast je známá jako Garden Route.
Svobodný stát je obzvláště plochý, protože leží ve středu náhorní plošiny. Severně od řeky Vaal je Vysoký Veld lépe zavodněn a nezažívá subtropické tepelné extrémy. Johannesburg, ve středu Vysokého Veldu, leží 1740 m m n. m. a přijímá roční srážky 760 mm. Zimy v této oblasti jsou chladné, i když sníh je vzácný.
Vysoké Dračí hory, které tvoří jihovýchodní sráz Vysokého Veldu, nabízejí v zimě omezené možnosti lyžování. Nejchladnějším místem na jihoafrickém kontinentu je Buffelsfontein ve východním Kapsku, kde byla v roce 2013 zaznamenána teplota −20,1 °C. Ostrovy prince Edvarda mají nižší průměrné roční teploty, ale Buffelsfontein má chladnější extrémy. V hlubokém vnitrozemí jihoafrického kontinentu jsou nejvyšší teploty: teplota 51,7 °C byla zaznamenána v roce 1948 v oblasti severního Kapska v Kalahari poblíž Upingtonu, ale tato teplota je neoficiální a nebyla zaznamenána se standardním vybavením. Oficiální nejvyšší teplota je 48,8 °C ve Vioolsdrifu v lednu 1993.
Největší města v roce 2004:
- Kapské Město (2 984 000 obyvatel)
- Durban (2 531 300 obyvatel (i s předměstími 3 800 000)
- Johannesburg (1 975 500 obyvatel (i s předměstími 5 550 000)
- Pretorie (741 600 obyvatel)

## Politický systém

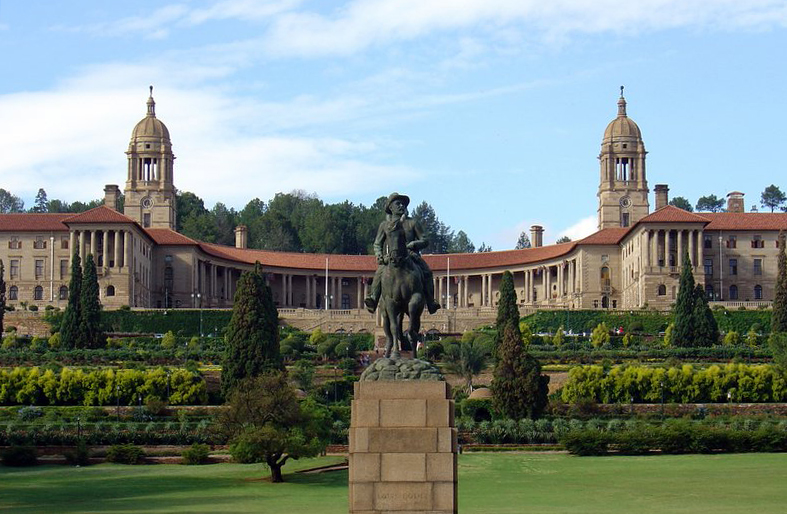
Sídlo vlády v Pretorii

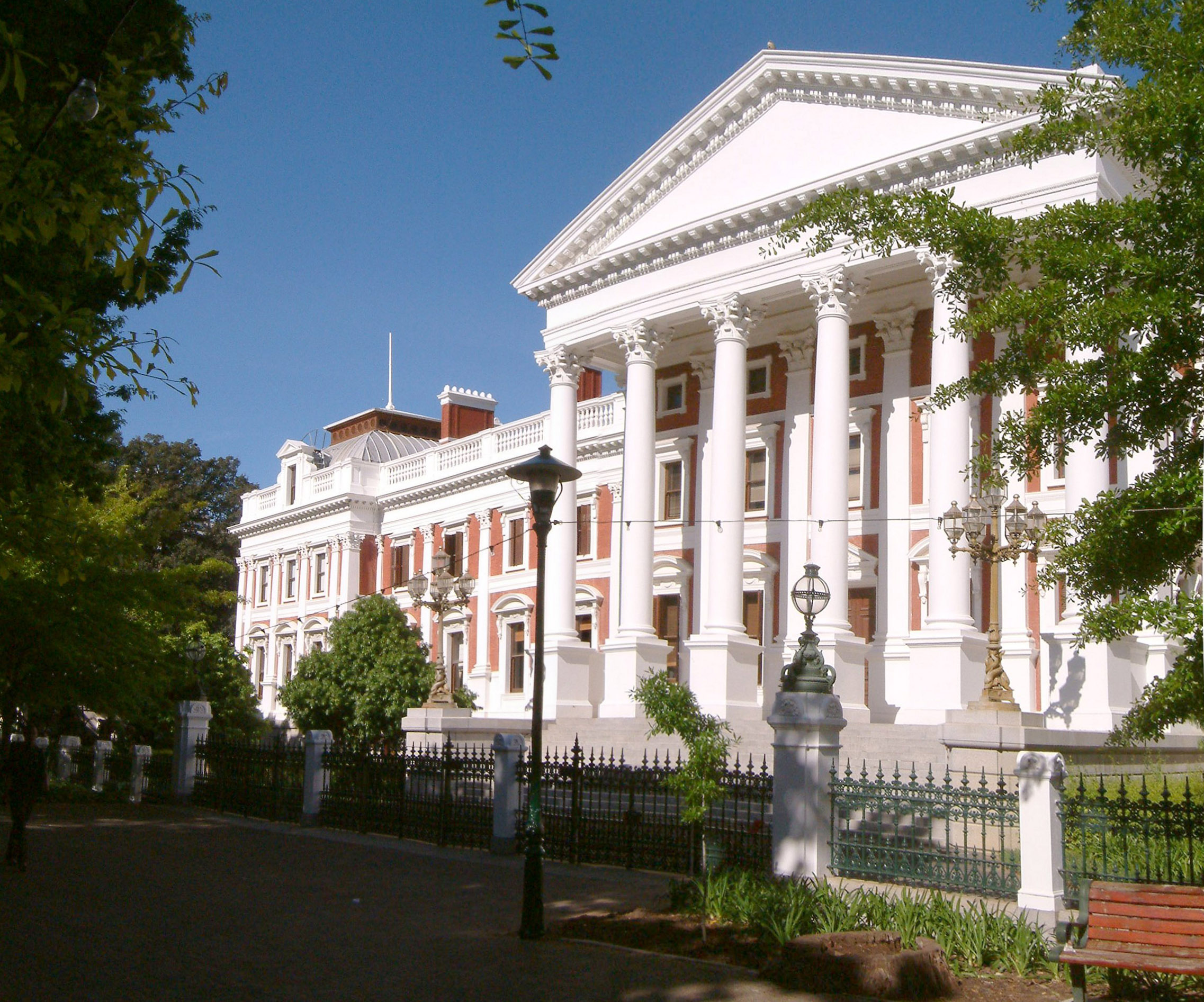
Budova parlamentu v Kapském Městě, sídlo zákonodárného sboru

Jihoafrická republika je parlamentní republikou, i když na rozdíl od většiny takových republik je zde prezident hlavou státu i hlavou vlády a jeho působení závisí na důvěře parlamentu. Výkonná moc, zákonodárná moc i soudnictví podléhají ústavě a vrchní soudy mají pravomoc strhávat výkonné akce a rozhodnutí parlamentu, jsou-li protiústavní.
Národní shromáždění, dolní komora parlamentu, má 400 členů a je volena každých pět let na bázi proporčního volebního systému (bez jakékoliv vstupní hranice). Národní rada provincií s 90 členy tvoří horní komoru, přičemž každý z devíti zemských zákonodárných sborů volí deset členů.
Do Národní rady je v každé provincii zvoleno deset zástupců rovněž na pět let. Volby do obou komor probíhají vždy současně. Nejsilnější politická strana (příp. koalice) v Národním shromáždění formuje vládu, v jejímž čele stojí prezident republiky. Po každých parlamentních volbách volí Národní shromáždění jednoho ze svých členů za prezidenta; prezident tedy vykonává funkční období stejné jako funkční období Shromáždění, obvykle pět let. Žádný prezident nesmí vykonávat ve funkci více než dvě funkční období. Prezident jmenuje viceprezidenta a ministry, kteří tvoří kabinet složený z ministerstev. Prezidenta a kabinet může Národní shromáždění odvolat na základě vyslovení nedůvěry.
V posledních volbách konaných 8. května 2019 získal ANC 57,5 % hlasů a 230 křesel, zatímco hlavní opozice, Demokratická aliance (DA), získala 20,77 % hlasů a 84 křesel. Bojovníci za ekonomickou svobodu (Economic Freedom Fighters (EFF), kterou založil Julius Malema, bývalý prezident mladého křídla ANC (ANC Youth League), který byl později z ANC vyloučen, získal 10,79 % hlasů a 44 křesel. ANC je od konce apartheidu vládnoucí politickou stranou v Jižní Africe.
Od května 2009 do února 2018 byl prezidentem republiky Jacob Zuma, který 15. února 2018 oznámil svou okamžitou rezignaci. Zumu provází řada korupčních skandálů. Nejzávažnější se týká renovace jeho soukromého majetku ze státní pokladny. Do funkce prezidenta Jihoafrické republiky byl Jihoafrickým parlamentem zvolen někdejší viceprezident a předseda vládní strany Africký národní kongres (ANC) Cyril Ramaphosa.
Jihoafrická republika nemá právně definované hlavní město. Čtvrtá kapitola ústavy Jihoafrické republiky uvádí, že „sídlem parlamentu je Kapské Město, ale parlamentní akt přijatý v souladu s čl. 76 odst. 1 a 5 může určit, že sídlo parlamentu je jinde.“ Tři vládní sekce země jsou rozděleny do různých měst. Kapské Město je jako sídlo parlamentu hlavním městem legislativy; Pretorie je jako sídlo prezidenta a kabinetu administrativním hlavním městem; a Bloemfontein je jako sídlo Nejvyššího odvolacího soudu hlavním městem soudnictví, zatímco Ústavní soud Jihoafrické republiky sídlí v Johannesburgu. Většina zahraničních ambasád se nachází v Pretorii.
Od roku 2004 se v Jižní Africe konaly tisíce protestů a nepokojů, což ji podle analytika Imraana Buccuse činilo „zemí s nejvíce protesty na světě“. Došlo k řadě případů politické represe i hrozeb budoucí represe v rozporu s ústavou, což vedlo některé analytiky a organizace občanské společnosti k závěru, že existuje nebo by mohlo existovat nové ovzduší politické represe, nebo pokles politické tolerance.
V roce 2008 se Jihoafrická republika umístila na pátém místě ze 48 zemí subsaharské Afriky na Ibrahimově indexu africké správy věcí veřejných (Ibrahim Index of African Governance). Jihoafrická republika dosáhla dobrých výsledků v kategoriích právního státu, transparentnosti, korupce, participace a lidských práv, ale pohořela relativně slabým výkonem v oblasti bezpečnosti a ochrany. V listopadu 2006 se Jižní Afrika stala první africkou zemí, která legalizovala manželství osob stejného pohlaví.
Dozvuky apartheidu se dodnes promítají i do majetkových práv, kdy i přes jeho oficiální konec vlastnilo těsně po jeho zrušení 80 % pozemků a půdy bělošské obyvatelstvo, které nicméně představuje zhruba jen 9 % z celé jihoafrické populace. Pokus o restituční navrácení této půdy, která byla černošskému a původnímu obyvatelstvu v rámci apartheidní politiky odebrána, zejména zemědělských farem, na nichž jihoafrická ekonomika v mnoha ohledech stojí, se v rámci pozemkové reformy snažila od devadesátých let řešit tamní vláda formou odkoupení a následného převedení do státního majetkového fondu. Vládní audit z roku 2017 nicméně ukázal, že tato strategie založená na dobrovolném prodeji skončila fiaskem, protože podíl půdy vlastněné bělochy se během dvou dekád snížil zcela minimálně z 80 % na 72 %. V roce 2018 tak jihoafrický parlament poměrem 241 ku 83 schválil článek 25 Ústavy, na základě něhož by bylo možné bez náhrady vyvlastnit ty pozemky, které byly během apartheidu prokazatelně ukradeny nebo zabrány černošskému a původnímu obyvatelstvu.
Apartheidní politika se po svém oficiálním konci nepřestala promítat ani ve vzdělávacím systému. Během ní byly segregované školy pro bělochy záměrně více financovány než ty pro černochy, což se výrazně promítlo na nízkém stavu kvality škol ve většinově chudých černošských oblastech a nízkém podílu černochů dosahujících univerzitního vzdělání. Vláda se proto i s ohledem na vysokou ekonomickou nerovnost rozhodla ve snaze narovnat podmínky pro zavedení afirmativní akce (pozitivní diskriminace) po vzoru Spojených států s cílem rozšířit vzdělanou černošskou třídu. Tato praxe se ovšem setkává s kritikou, protože podle oponentů afirmativní akce je jejím vedlejším důsledkem diskriminace bělošských studentů.

### Zahraniční vztahy

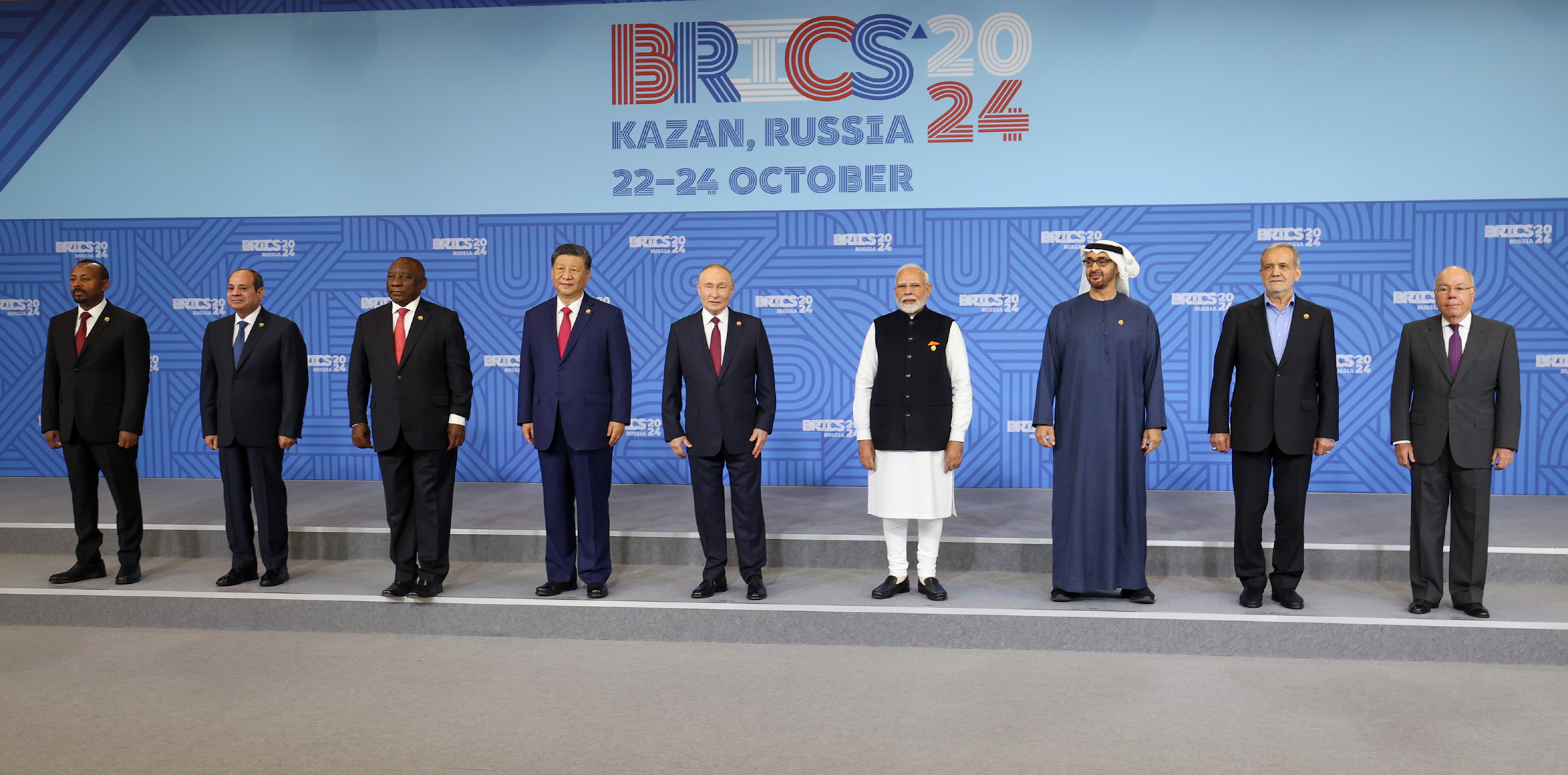
Jihoafrický prezident Cyril Ramaphosa a ostatní představitelé členských států uskupení BRICS v říjnu 2024

Země byla jako Jihoafrická unie jedním ze zakládajících členů OSN. Tehdejší předseda vlády Jan Smuts je autorem preambule Charty OSN. Jihoafrická republika je také jedním ze zakládajících členů Africké unie (AU), v rámci které má druhou největší ekonomiku ze všech členů. Je také zakládajícím členem nového partnerství AU pro rozvoj Afriky (NEPAD).
V posledním desetiletí hrála Jižní Afrika klíčovou roli prostředníka v afrických konfliktech, například v Burundi, Demokratické republice Kongo, Komorách a Zimbabwe. Po skončení apartheidu byla Jihoafrická republika znovu přijata do Společenství národů. Země je členem skupiny 77, které v roce 2006 předsedala. Dále je Jihoafrická republika také členem Jihoafrického rozvojového společenství (SADC), jihoatlantické zóny míru a spolupráce, Jihoafrické celní unie (SACU), Antarktického smluvního paktu (ATS), Světové obchodní organizace (WTO), Mezinárodního měnového fondu (MMF), G20, G8 + 5 a Asociace pro správu přístavů ve východní a jižní Africe.
Bývalý jihoafrický prezident Jacob Zuma a bývalý čínský prezident Chu Ťin-tchao rozšířili dvoustranné vztahy mezi oběma zeměmi dne 24. srpna 2010, když podepsali Pekingskou dohodu, která povýšila dřívější „strategické partnerství“ s Čínou na vyšší úroveň „komplexního partnerství “v hospodářských i politických záležitostech, včetně posílení výměn mezi jejich vládnoucími stranami a zákonodárnými sbory. V dubnu 2011 se Jihoafrická republika formálně připojila k seskupení zemí Brazílie, Ruska, Indie a Číny (BRICS), které Zuma označil za největší obchodní partnery země a také za největší obchodní partnery s Afrikou jako celkem. Zuma tvrdil, že členské země BRICS budou navzájem spolupracovat také prostřednictvím OSN, Skupiny dvaceti (G20) a Indie, Brazílie a Jižní Afriky v rámci fóra IBSA.

### Ozbrojené síly

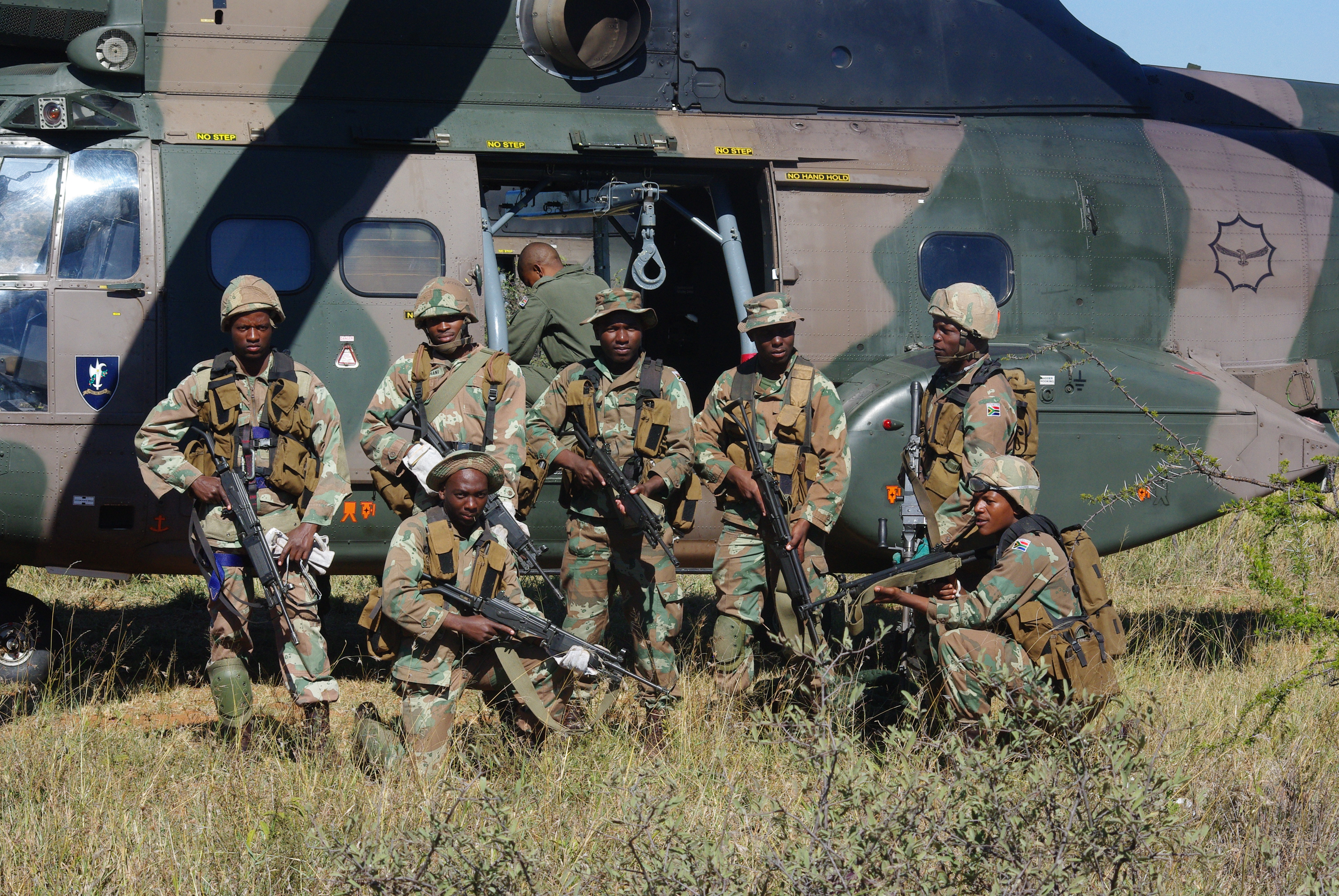
Vojáci SANDF

Jihoafrické národní obranné síly (SANDF) vznikly v roce 1994, jako dobrovolnická armáda složená z bývalých jihoafrických obranných sil, sil afrických nacionalistických skupin (Umkhonto we Sizwe a Poqo) a bývalých obranných sil Bantustanů. SANDF se dělí na čtyři větve – jihoafrickou armádu, jihoafrické letectvo, jihoafrické námořnictvo a jihoafrickou vojenskou zdravotní službu. V posledních letech se SANDF staly hlavní mírovou silou v Africe a byly zapojeny mimo jiné do operací v Lesothu, DR Kongu a Burundi. Sloužily také v mnohonárodních mírových silách OSN, jako je například zásahová brigáda sil OSN.
Jižní Afrika je jedinou africkou zemí, která úspěšně vyvinula jaderné zbraně. Stala se první zemí s jadernými zbraněmi, která se jich dobrovolně vzdala, zrušila svůj program a v rámci tohoto procesu podepsala v roce 1991 smlouvu o nešíření jaderných zbraní. Jihoafrická republika začala program jaderných zbraní v 70. letech. Podle bývalého prezidenta de Klerka bylo rozhodnutí vybudovat „jaderný odstrašující prostředek“ přijato již v roce 1974 na pozadí sovětské expanzivní hrozby. Jihoafrická republika údajně provedla jaderný test nad Atlantikem v roce 1979, ačkoli je to oficiálně odmítáno. Bývalý prezident de Klerk tvrdil, že Jihoafrická republika „nikdy neprovedla tajný jaderný test.“ Šest jaderných zařízení bylo dokončeno v letech 1980 až 1990, ale všechna byla demontována ještě předtím, než země v roce 1991 podepsala Smlouvu o nešíření jaderných zbraní. V roce 2017 Jihoafrická republika podepsala Smlouvu OSN o zákazu jaderných zbraní.

### Administrativní dělení

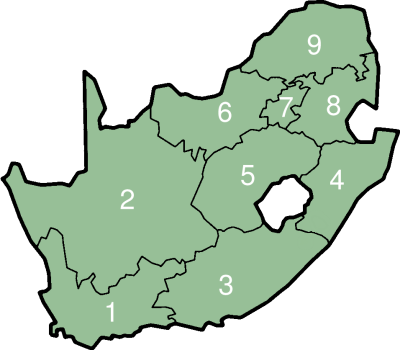
Správní členění země

Každá z devíti provincií je řízena jednokomorovým zákonodárným orgánem, který je volen každých pět let poměrným zastoupením seznamu stran. Zákonodárce volí premiéra za předsedu vlády a premiér jmenuje výkonnou radu jako provinční kabinet. Pravomoci provinčních vlád jsou omezeny na témata uvedená v ústavě; tato témata zahrnují oblasti jako zdraví, vzdělávání, veřejné bydlení a doprava.
Provincie se dále dělí na 52 okresů: 8 metropolitních a 44 okresních obcí. Okresní obce se dále dělí na 205 místních obcí. Metropolitní obce, které řídí největší městské aglomerace, plní funkce okresních i místních samospráv.
Země se dělí na 9 autonomních provincií (číslo odpovídá číslu na mapě, hlavní město v závorce):
1. Západní Kapsko (Kapské Město)
2. Severní Kapsko (Kimberley)
3. Východní Kapsko (Bisho)
4. KwaZulu-Natal (Pietermaritzburg¹)
5. Svobodný stát (Bloemfontein)
6. Severozápadní provincie (Mafikeng)
7. Gauteng (Johannesburg)
8. Mpumalanga (Nelspruit)
9. Limpopo (Polokwane)

## Ekonomika

Roční osobní příjem na obyvatele podle rasové skupiny v Jižní Africe ve srovnání s úrovní bílých

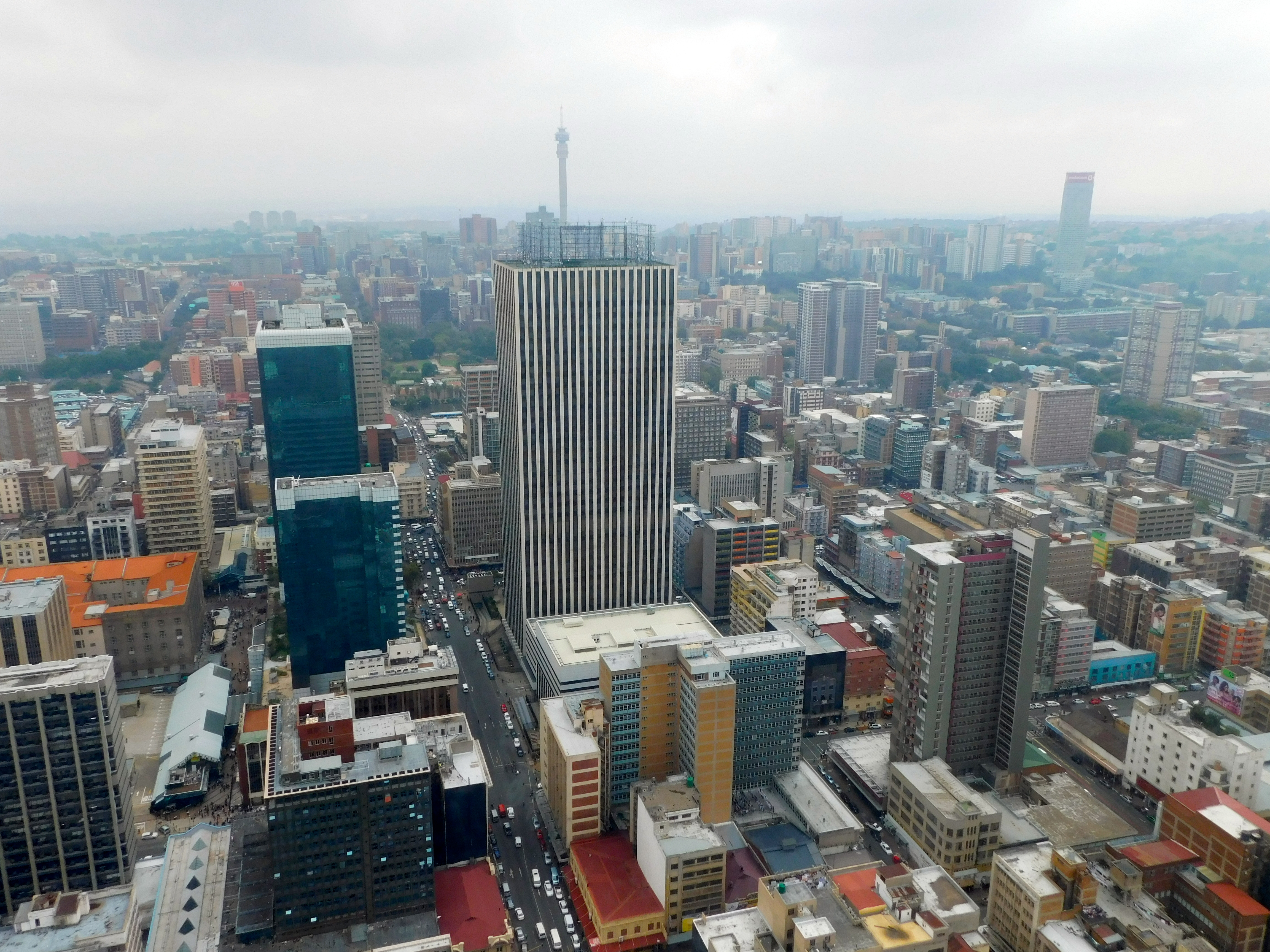
Centrum Johannesburgu, kde sídlí největší burza na africkém kontinentě

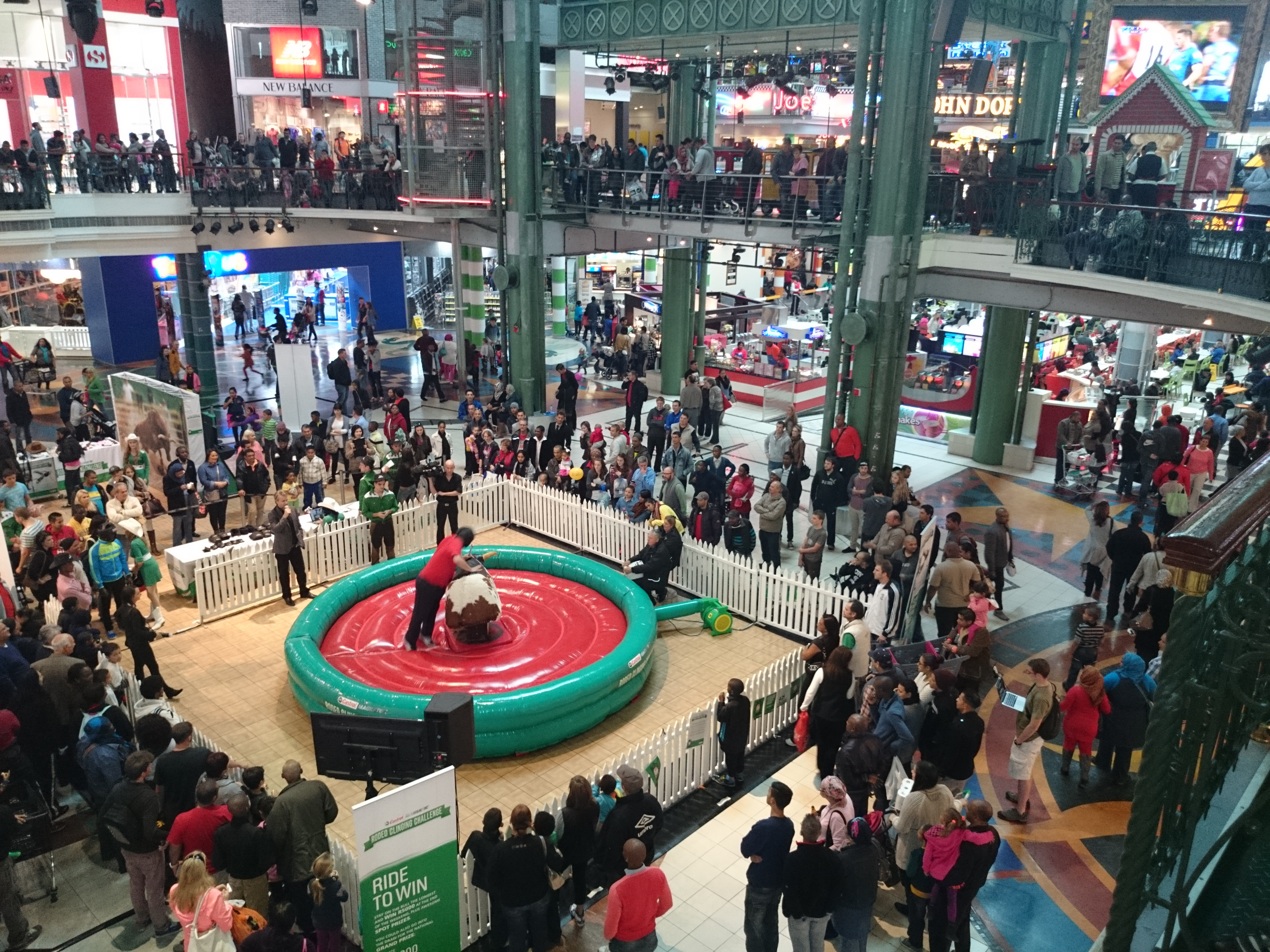
Nákupní centrum v Kapském Městě v květnu 2014

JAR je v rámci afrického kontinentu stabilně jednou z nejvyspělejších zemí, má dobře vyvinutý obchod se službami a je již dlouho industrializovaná. HDP na obyvatele měl však v 80. a začátkem 90. let sestupnou tendenci, od konce 90. let zase stoupá.
JAR vytváří přibližně 25 % HDP celého afrického světadílu, kde též drží prvenství ve spotřebě i výrobě elektrické energie. HDI, Index lidského rozvoje Jihoafrické republiky, který do poloviny 90. let stoupal, začal klesat, ke stoupající tendenci se vrátil v roce 2005. Na jeho poklesu mezi lety 1995 a 2005 mělo největší podíl drastické zkrácení délky života (61,5 let v roce 1990 oproti 51 letům v roce 2006) způsobené především pandemií AIDS a selháním vlády v boji proti ní. JAR má velmi bohatá naleziště nerostných surovin, ale nemá ropu.
Zemědělská výroba se soustředí na pěstování kukuřice, pšenice, cukrové třtiny a produkci vlny, kuřat, skotu, ovcí. Zavodňovací systémy nejsou dostatečné a rovněž eroze půdy představuje závažný problém. Převážně jihoafričtí černoši nemají pro sebe dostatek orné půdy a musejí hledat práci mimo své bydliště.
Vývoz představoval v roce 2001 přibližně 30 % HDP, což znamená výrazný nárůst oproti počátku 90. let. Mezi hlavní mezinárodní obchodní partnery Jižní Afriky – kromě dalších afrických zemí – patří Německo, USA, Čína, Japonsko, Spojené království a Španělsko. Na obchod s ostatními státy v oblasti jižní Afriky má výrazný vliv členství JAR v JACU a JARS. Vyváží se hlavně diamanty, zlato (největší zásoby na světě) a některé rudy, strojírenské výrobky. Dováží se potraviny, výrobky chemického a ropného průmyslu a strojírenské výrobky.
JAR nemá světové prvenství pouze v zásobách zlata, ale také v produkci platiny, rud chromu a vanadia. Významná je těžba černého uhlí i železné rudy.
V zemi jsou největší tepelné elektrárny na světě (v Transvaalu). JAR zajišťuje téměř 2/3 produkce elektřiny pro celou Afriku. V JAR se nachází jediná komerční jaderná elektrárna na africkém kontinentě, JE Koeberg.

### Energetická krize
V roce 2007 státem vlastněný dodavatel elektrické energie (Eskom) začal pociťovat nedostatek kapacit v oblasti výroby a rozvodu elektřiny. To vedlo k neschopnosti plnit běžné požadavky průmyslu a spotřebitelů, což vedlo k rozsáhlým výpadkům, které zasáhly celou zemi. Spouštěcím impulsem byla porucha v jaderné elektrárně Koeberg, nicméně od té doby se situace ještě zhoršila. Dodavatel byl široce kritizován kvůli neschopnosti adekvátně udržovat svoje elektrárny, nemluvě o výstavbě nových elektráren, které by zajistily dostačující energetickou kapacitu.

### Korupce
Korupce je v Jihoafrické republice velkým problémem. V roce 2017 například bývalý ministr financí Pravin Gordhan v rámci vládního korupčního skandálu odhalil, že lidé z vedení ANC, kteří byli napojeni na jihoafrického prezidenta Jacoba Zumu, zpronevěřili státní prostředky v celkové výši kolem 350 miliard korun. Jacob Zuma byl kvůli korupčnímu skandálu, který se týkal vládních armádních zakázek v hodnotě několika miliard dolarů, odvolán v roce 2005 z funkce jihoafrického viceprezidenta. V roce 2018 musel Zuma kvůli řadě korupčních skandálů odstoupit také z funkce jihoafrického prezidenta.

## Obyvatelstvo
| <1 /km2 1–3 /km2 3–10 /km2 10–30 /km2 30–100 /km2 | 100–300 /km2 300–1000 /km2 1000–3000 /km2 >3000 /km2 |

Mapa hustoty obyvatelstva v roce 2011
<1 /km^{2}
1–3 /km^{2}
3–10 /km^{2}
10–30 /km^{2}
30–100 /km^{2}
100–300 /km^{2}
300–1000 /km^{2}
1000–3000 /km^{2}
>3000 /km^{2}

Dominantní skupiny v Jižní Africe.
Černoši
Barevní
Indové nebo Asiati
Běloši
Nedominantní

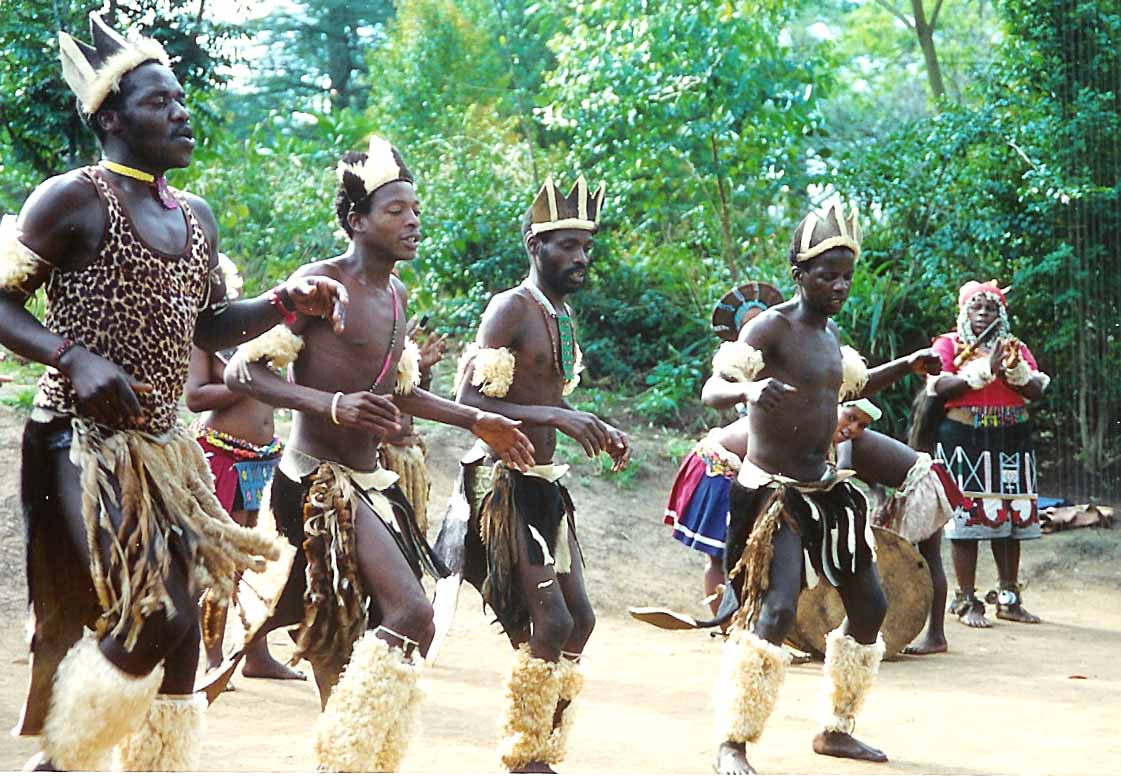
Muži z kmene Zulu

V Jihoafrické republice žije přibližně 55 milionů (2016) lidí různého původu, kultur, jazyků a náboženství. Poslední sčítání lidu proběhlo v roce 2011, přičemž novější intercenzální národní průzkum byl proveden v roce 2016. Počet obyvatel Jižní Afriky vzrostl z 11,5 milionů v roce 1946 na více než 52 milionů v roce 2013. V zemi je také odhadem zhruba 5 milionů ilegálních přistěhovalců z okolních afrických států, především ze Zimbabwe (až 3 miliony). Od 11. května 2008 došlo v Jižní Africe k sérii nepokojů proti přistěhovalcům.
Statistika v Jihoafrické republice žádá lidi, aby se při sčítání popsali v pěti rasových populačních skupinách. Podle sčítání z roku 2011 tvořili černoši 79,2 %, běloši 8,9 % (především Afrikánci), barevní 8,9 %, Asiaté 2,5 % a ostatní či blíže neurčení 0,5 %. Kromě toho v zemi žijí také Khoisanové (dříve označovaní jako Křováci), kteří jsou původními obyvateli jižní Afriky žijící v izolaci od ostatních lidských populací v Africe více než 100 000 let.
První sčítání lidu v Jižní Africe v roce 1911 ukázalo, že běloši tvořili 22 % populace, v roce 1980 už to pak bylo jen 16 %, nominálně však bělošská populace narostla. Podíl bělošského obyvatelstva procentuálně klesl v důsledku nárůstu černošských a domorodých komunit. K nominálnímu snížení došlo až po pádu apartheidu, kdy se část bělošské populace rozhodla emigrovat, zejména do anglofonních zemí jako je Austrálie, Spojené království nebo Irsko. Skokový pád přišel těsně po konci apartheidního režimu mezi lety 1995 a 1996, kdy zemi opustilo na 800 000 bělochů, přičemž jejich počet měl následně stagnující nebo vzrůstající tendenci. K roku 2020 v zemi žilo 4 680 000 příslušníků bílé menšiny oproti 5 220 000 v roce 1995.
Jihoafrická republika hostí i značnou populaci uprchlíků a žadatelů o azyl. Podle průzkumu World Refugee Survey 2008, publikovaného americkým Výborem pro uprchlíky a přistěhovalce, činila tato populace v roce 2007 přibližně 144 700 lidí. Skupiny uprchlíků a žadatelů o azyl v počtu přes 10 000 zahrnovaly lidi ze Zimbabwe (48 400), DR Konga (24 800) a Somálska (12 900). Tyto populace žily hlavně v Johannesburgu, Pretorii, Durbanu, Kapském Městě a Port Elizabeth.
Označení „barevní“ (Coloureds) je používáno pro obyvatelstvo míšeného bantuského, khoiského a evropského původu. V době politiky apartheidu měli barevní větší práva než černoši. Barevní v letech 1950–1983 neměli volební práva stejně jako černoši, ale roku 1983 jim byla povolena účast v parlamentu.

### Jazyky

Mapa s dominantními jihoafrickými jazyky podle oblasti
zuluština (22,7 %)
xhoština (16,0 %)
⁠afrikánština (13,5 %)
angličtina (9,6 %)
severní sotho (9,1 %)
setswanština (8,0 %)
jižní sotho (7,6 %)
tsongština (4,5 %)
svazijština (2,5 %)
vendština (2,4 %)
jižní ndbelština (2,1 %)
nedominantní

Jižní Afrika uznává oficiálně 11 úředních jazyků. V závorce je uvedeno procento rodilých mluvčích, kteří udávají daný jazyk jako svoji první řeč: zuluština (cca 24 %), xhoština (cca 16 %), afrikánština (necelých 14 %), angličtina (cca 10 %), severní sesothština (cca 9 %), setswanština neboli bečuánština (cac 8 %), (jižní) sesothština (cca 7,5 %), tsongština (cca 4,5 %), siswati/svazijština (cca 2,5 %), tsivendština (více než 2 %) a jižní ndbelština (cca 2 %). Všechny tyto jazyky jsou formálně rovnocenné, nápisy v těchto jazycích se objevují např. na jihoafrických mincích.
Většina komunikace však probíhá ve třech nejrozšířenějších jazycích – zuluštině, xhoštině a afrikánštině) –, a samozřejmě zejména v angličtině, která má jako jazyk obchodu a vzdělání v JAR dominantní postavení a je také nejrozšířenějším druhým jazykem. Angličtina v JAR tak obecně plní úlohu lingua franca. V souvislosti s čínskou expanzí do Afriky se v posledních letech začíná prosazovat i čínština.
Bílí Jihoafričané mohou také hovořit evropskými jazyky jako italština, portugalština (používaná i černými Angolány a Mosambičany), nizozemština, němčina a řečtina. Z neoficiálních jazyků jsou v JAR také dále hojně rozšířeny jazyky přistěhovalců z Indie (zejména v přístavních městech) jako gudžarátština, hindština, tamilština, telugština a urdština. Francouzsky mluví v Jižní Africe migranti z frankofonní Afriky.

### Náboženství
| Náboženství v Jižní Africe (2010) | Náboženství v Jižní Africe (2010) | Náboženství v Jižní Africe (2010) | Náboženství v Jižní Africe (2010) | Náboženství v Jižní Africe (2010) |
| --------------------------------- | --------------------------------- | --------------------------------- | --------------------------------- | --------------------------------- |
| víra                              |                                   |                                   | procent                           |                                   |
| Protestantismus                   | Protestantismus                   |                                   | 73,2 %                            | 73,2 %                            |
| Bez vyznání                       | Bez vyznání                       |                                   | 14,9 %                            | 14,9 %                            |
| Katolicismus                      | Katolicismus                      |                                   | 7,4 %                             | 7,4 %                             |
| Islám                             | Islám                             |                                   | 1,7 %                             | 1,7 %                             |
| Hinduismus                        | Hinduismus                        |                                   | 1,1 %                             | 1,1 %                             |
| Ostatní                           | Ostatní                           |                                   | 1,7 %                             | 1,7 %                             |

Podle sčítání lidu z roku 2001 tvořili křesťané 79,8 % populace, přičemž většina z nich byla členy různých protestantských denominací (široce definovaných tak, že zahrnují synkretické africké církve) a menšinu římských katolíků a dalších křesťanů. Mezi křesťanské vyznání patří Sionská křesťanská církev (11,1 %), Letniční hnutí (Charismatické hnutí) (8,2 %), katolictví (7, 1%), Metodismus (6,8 %), nizozemská reformovaná církev (Nederduits Gereformeerde Kerk; 6,7 %) a Anglikánství (3,8 %). Členové zbývajících křesťanských církví představovali dalších 36 % populace. Muslimové tvořili 1,5 % populace, hinduisté 1,2 %, tradiční africká náboženství 0,3 % a judaismus 0,2 %. 15,1 % se k žádné náboženské příslušnosti nepřihlásilo, 0,6 % bylo „ostatních“ a 1,4 % bylo „nespecifikovaných“.
Největší z křesťanských skupin tvořily africké církve. Předpokládá se že mnoho osob, které neprohlásily žádnou příslušnost k jakémukoli organizovanému náboženství, dodržovalo tradiční africká náboženství. Odhaduje se, že v Jižní Africe je 200 000 domorodých tradičních léčitelů a až 60 % Jihoafričanů se s těmito léčiteli radí, obecně nazývaných sangomas nebo inyangas. Tito léčitelé používají k usnadnění uzdravení klientů kombinaci duchovních přesvědčení předků a přesvědčení o duchovních a léčivých vlastnostech místní fauny a flóry, běžně známých jako muti. Mnoho lidí má synkretické náboženské praktiky kombinující křesťanské a domorodé vlivy.
Jihoafričtí muslimové pocházejí především z řad barevných a z těch, kteří jsou popisováni jako Indové. Existují i černí nebo bílí jihoafričtí konvertité i další z jiných částí Afriky. Jihoafričtí muslimové tvrdí, že jejich víra je nejrychleji rostoucím náboženstvím konvertitů v zemi, přičemž počet černých muslimů vzrostl šestinásobně, z 12 000 v roce 1991 na 74 700 v roce 2004.
Jižní Afrika je také domovem značné židovské populace, která dorazila jako menšina z Evropy s ostatními evropskými osadníky. Tato populace vyvrcholila v 70. letech počtem 120 000, ačkoli dnes jich zůstalo jen asi 67 000. Zbytek emigroval, většinou do Izraele. I tak tato čísla činí židovskou komunitu v Jižní Africe dvanáctou největší na světě.
Hinduismus vyznávají jihoafričtí Indové, které z Indického subkontinentu od 17. století přiváželi Nizozemci do jižní Afriky jako otroky.
Významnou náboženskou osobností byl Desmond Tutu, anglikánský arcibiskup, jenž proslul jako oponent apartheidu a v roce 1984 se stal druhým Jihoafričanem, který obdržel Nobelovu cenu míru.

### Zdravotnictví
Problémem je vysoký výskyt HIV/AIDS; počet nakažených dnes dosahuje 5,2 milionů lidí. Jihoafrická vláda vyvinula řadu projektů ke zlepšení této situace, ty ale ve většině nemají žádné výsledky.
Podle organizace Human Rights Watch se Jihoafričanky bojí rodit ve státních nemocnicích. V JAR v letech 1998 až 2007 stoupla úmrtnost rodiček čtyřnásobně, ze 150 na 625 na sto tisíc narozených dětí. JAR tak nemá šanci splnit cíl rozvoje stanovený OSN, který předpokládá snížení úmrtnosti do roku 2015 na 38 na každých sto tisíc porodů. Střední délka života byla v roce 2009 71 let pro bílé Jihoafričany a 48 lety pro černé.

## Kriminalita

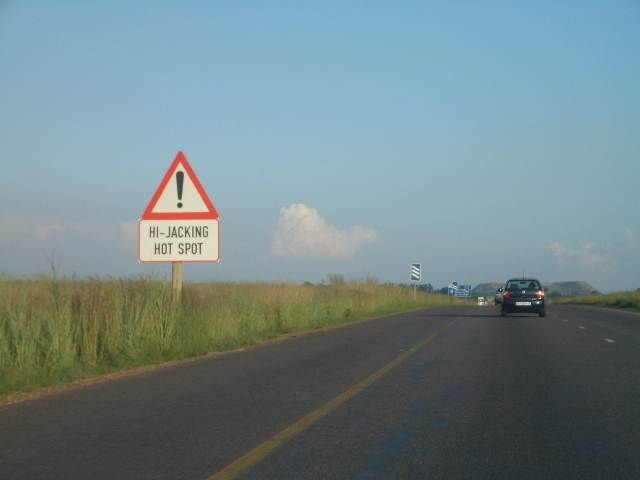
Cedule v JAR varující před únosy

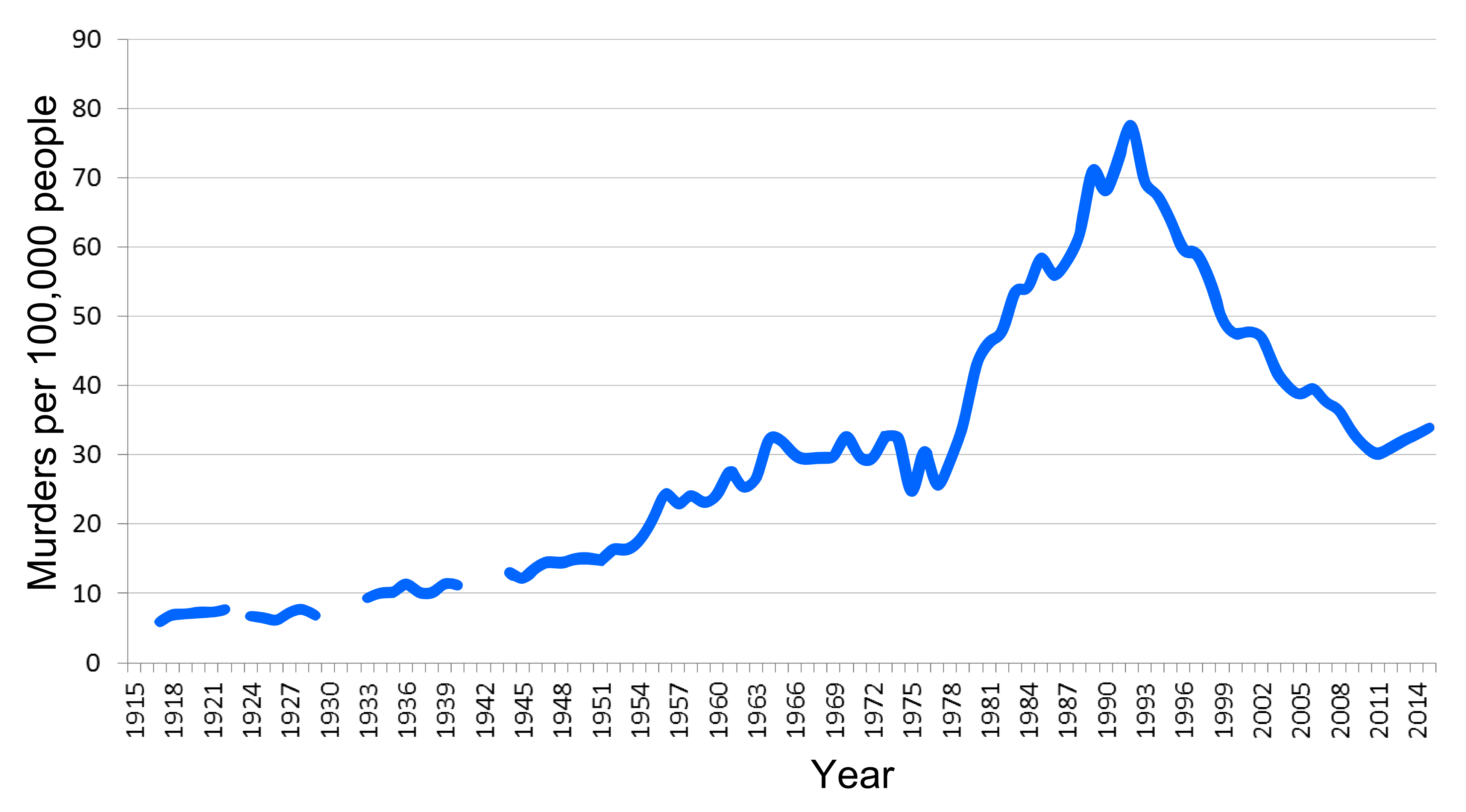
Míra vražd v Jižní Africe. Hodnoty z 20. století jsou pravděpodobně podhodnoceny.

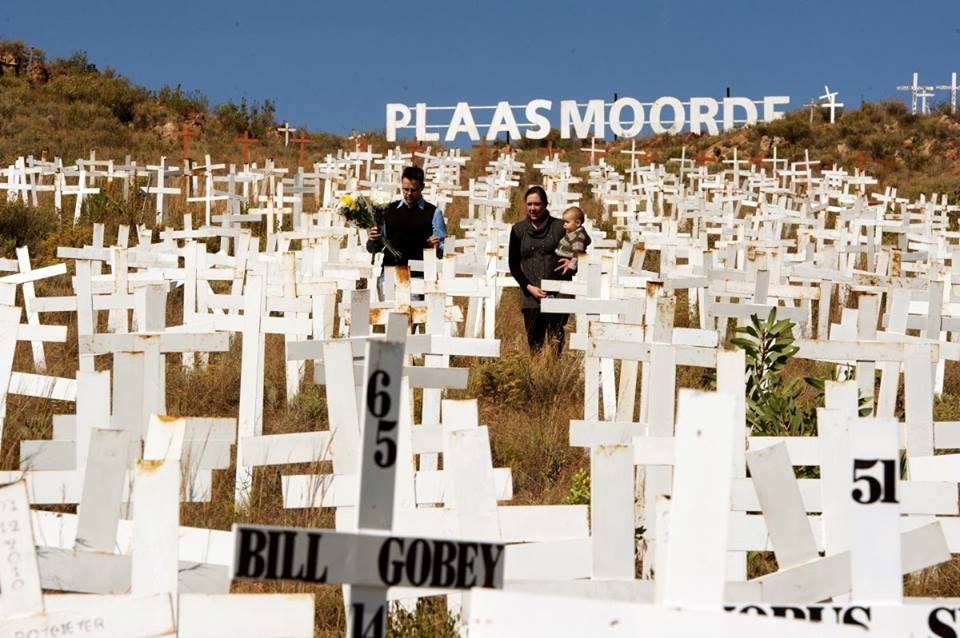
Kříže v Polokwane na památku zavražděných farmářů

Podle průzkumu pro období 1998–2000 vypracovaného OSN je Jihoafrická republika celosvětově na druhém místě ve vraždách a na prvním místě v přepadení a znásilnění na jednoho obyvatele. Oficiální statistiky ukazují, že v JAR je každý den zavražděno 50 lidí. Nahlášený počet znásilnění ročně se pohybuje kolem 40 000. V roce 2009 se celkový počet znásilnění odhadoval na 500 000 ročně.
Znásilnění je v Jižní Africe častým problémem. Jedna třetina z 4000 žen, které byly v jednom průzkumu dotazovány, uvedla, že v uplynulém roce byla znásilněna. Jižní Afrika je zemí s nejvyšším výskytem dětských a kojeneckých znásilnění na světě. Násilníkům hrozí dva roky za mřížemi. Nebezpečná pověra, že sex s pannou léčí AIDS, vede ke znásilňování nezletilých dívek a dětí. Každý rok je v Jižní Africe znásilněno až 200 000 dětí.
Mnoho (zejména majetných) lidí se proto stahuje do bezpečnějších čtvrtí a střežených zón (tzv. gated communities). Spousta emigrantů z Jihoafrické republiky také uvádí, že zločin byl rozhodujícím důvodem pro jejich odchod ze země. Velkým problémem jsou nadále i vraždy farmářů, zejména jako výsledek nerovného majetkového uspořádání. I přes rozšířené narativy žádná průkazná statistika nenaznačuje, že by tyto útoky disproporčně postihovaly více bělošské farmáře. Podle jihoafrické vlády a analytických organizací jsou vraždy farmářů součástí širší kriminální problematiky v zemi a nemají prý rasový podtext. Nicméně organizace Genocide Watch teoretizovala, že útoky na farmy představují včasné varovné příznaky genocidy Afrikánců. Jihoafrickou vládu v této otázce kritizovala za nečinnost a upozornila, že od roku 1991 byli „farmáři evropského původu“ (ve zprávě byli zahrnuti i neafrikánští farmáři evropského původu) vražděni ve čtyřikrát větších počtech než v jihoafrické populaci obecně. Dle sčítání lidu z roku 1996 bylo 68 606 ze 749 637 lidí v odvětví zemědělství a myslivosti bělochů. Od roku 1994 bylo při tisících farmářských útoků zavražděno téměř 3 000 zemědělců.
Problémem je velké množství (legálně i ilegálně) držených zbraní a problémy s jejich regulací – země tak drží druhé místo v počtu vražd a zabití způsobených střelnými zbraněmi na 100 000 obyvatel hned za Kolumbií. Denně je střelnou zbraní zabito v průměru 18 lidí.
Nepříjemně to dokazují informace přímo od policie z JAR. Každý den umírá v JAR průměrně jeden až dva policisté. Dalším z problémů jsou únosy automobilů.

## Kultura

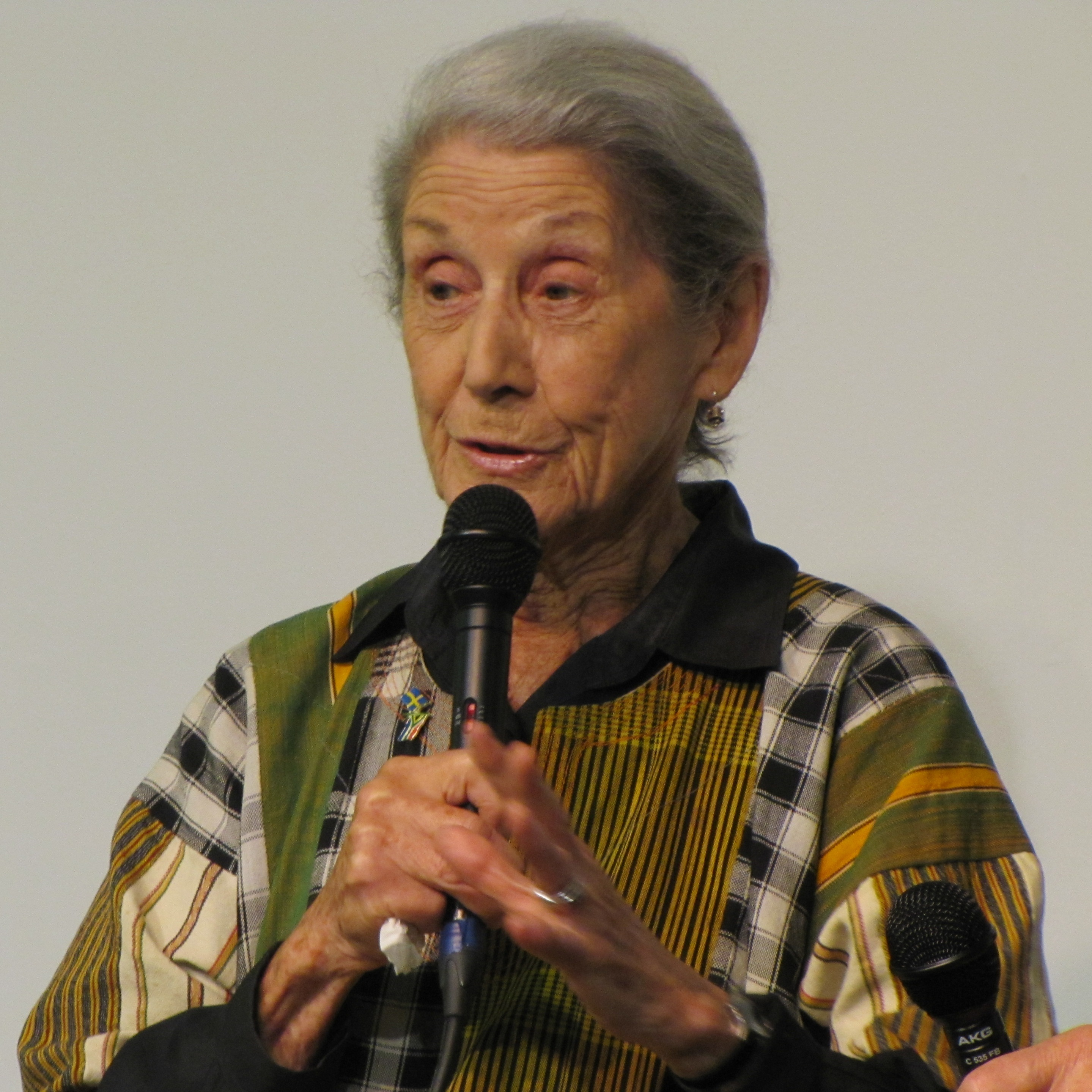
Nadine Gordimerová

Nadine Gordimerová získala v roce 1991 Nobelovu cenu za literaturu, v roce 2003 se stejné pocty dostalo jihoafrickému rodákovi Johnu Maxwellu Coetzeeovi. Damon Galgut v roce 2021 obdržel Man Bookerovu cenu. Prozaik Peter Abrahams působil na Jamajce, ale většina jeho knih je zpracováním vzpomínek z jižní Afriky. Prosadil se i spisovatel Alan Paton, k jeho nejznámějším knihám patří Cry, The Beloved Country, která byla i dvakrát zfilmována. André Brink patří k těm autorům, kteří kromě angličtiny využívají i afrikánštinu, stejně jako básník Breyten Breytenbach. Ač narozen v Zambii, jihoafrickým spisovatelem se stal Wilbur Smith, autor dobrodružných bestsellerů.
Fotograf Kevin Carter získal za zdokumentování hladomoru v Súdánu Pulitzerovu cenu. Byl členem skupiny fotožurnalistů známé jako Bang-Bang Club. K nejznámějším režisérům patří Neill Blomkamp. Jamie Uys se proslavil snímkem Bohové musejí být šílení. Gavin Hood získal pro JAR prvního Oscara za nejlepší cizojazyčný film, a to roku 2005 za film Tsotsi; krom toho má na svém kontě hollywoodské kasovní trháky X-Men Origins: Wolverine, Enderova hra nebo thriller Odvlečen. Nejslavnější jihoafrickou herečkou je Charlize Theronová. Film Mumie proslavil herce Arnolda Voslooa.
Nejslavnější jihoafrickou zpěvačkou je Miriam Makeba, zvaná též Mama Africa. V roce 1965 byla první zpěvačkou černé pleti, která obdržela americkou cenu Grammy. Jejich svátky jsou např. Vánoce, Velikonoce a další.

### Věda

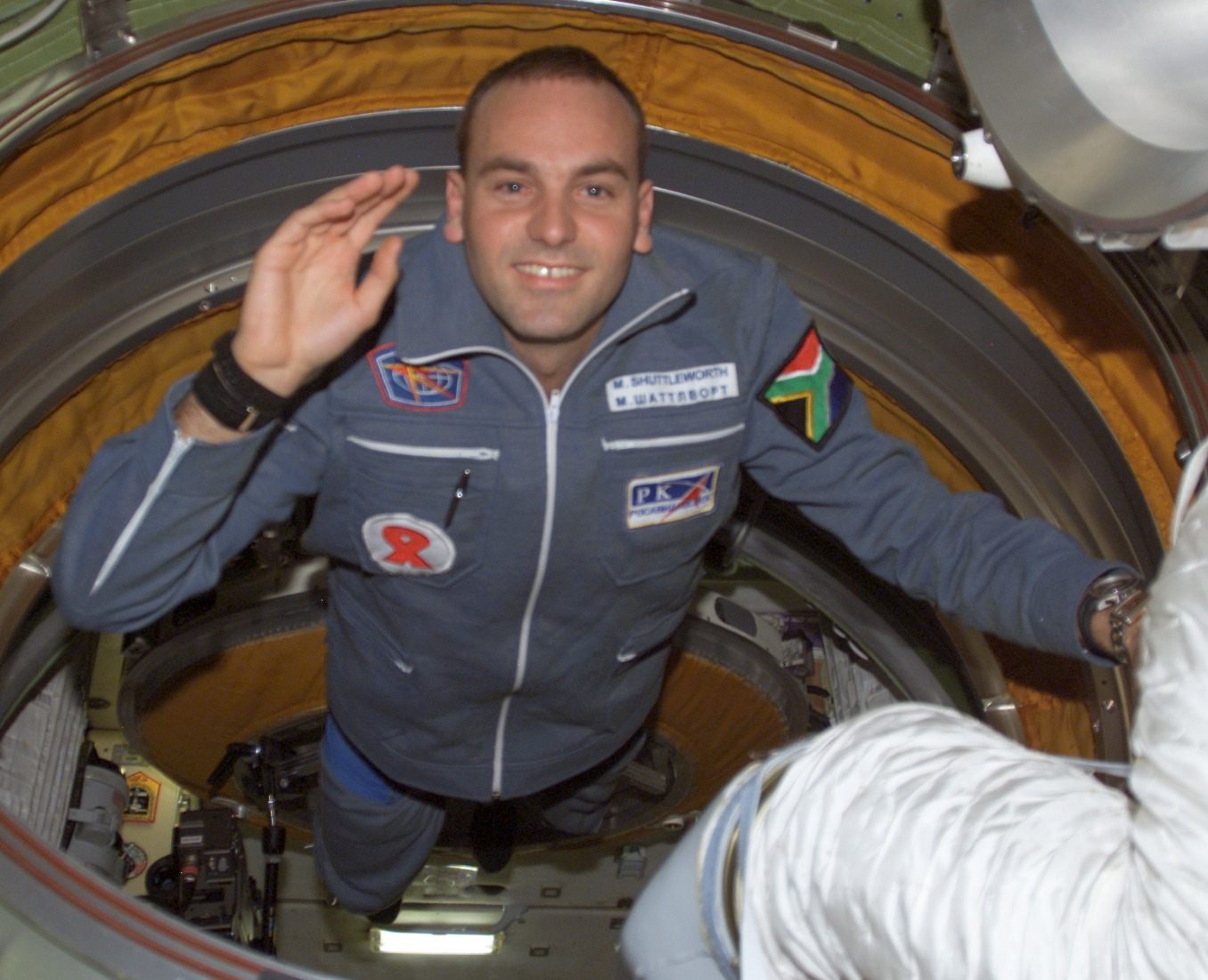
Mark Shuttleworth v kosmu

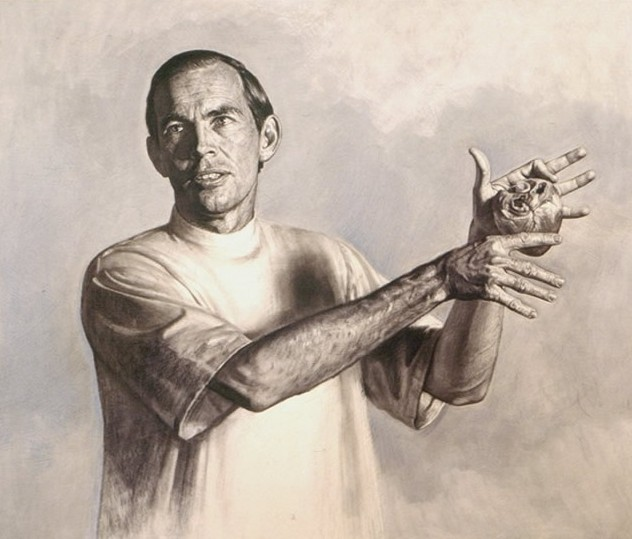
Christiaan Barnard

Jihoafrická republika má zřejmě největší vědeckou tradici v Africe, o čemž svědčí mezinárodní ocenění řady jejích vědců, byť mnozí se prosadili v institucích v Británii či Spojených státech: Max Theiler získal v roce 1951 Nobelovou cenu za fyziologii a lékařství za vyvinutí vakcíny proti žluté zimnici, a stal se tak prvním nositelem této ceny, který se narodil v Africe. Další Nobelova cena za lékařství pro Jihoafričana přišla v roce 1979, kdy ji převzal Allan McLeod Cormack, který položil teoretické základy pro zkonstruování výpočetního tomografu. V roce 2002 stejnou cenu obdržel Sydney Brenner, především za výzkum genetického kódu.
Jihoafrický lékař Christiaan Barnard provedl v roce 1967 jako první na světě úspěšnou transplantaci srdce, a to nikoli v zahraničí, ale doma – v Groote Schuur Hospital v Kapském Městě. Informatik Seymour Papert byl průkopníkem umělé inteligence a tvůrcem programovacího jazyka Logo. Antropolog a paleontolog Raymond Dart proslul jako objevitel tzv. Taungského dítěte, tedy první známé lebky hominidů rodu Australopithecus. Objev znamenal průlom a základ teorie o původu lidstva v Africe, který dnes většina vědecké obce považuje za prokázaný. Na Dartův objev vykopávkami navazoval zejména Robert Broom. Na území JAR se narodil v 18. století zakladatel mykologie Christiaan Hendrik Persoon.
Southern African Large Telescope je největším teleskopem na jižní polokouli. V minulosti měla JAR jediná z afrických zemí i vlastní jaderný program a je jedinou africkou zemí, která dokázala vyrobit jadernou zbraň. Svého jaderného arzenálu se však na počátku 90. let vzdala.

### Kuchyně
Jihoafrická kuchyně je rozmanitá; na jídlech z mnoha kultur si pochutnávají všichni, a to zejména turisti, kteří chtějí ochutnat široké spektrum dostupných jídel.
Jihoafrická kuchyně je založená hlavně na masu a je zde populární jihoafrické společenské setkání známé jako braai – variace grilování. Z Jihoafrické republiky se také stal významný producent vína, přičemž některé z nejlepších vinic leží v údolích poblíž měst Stellenbosch, Franschhoek, Paarl a Barrydale.

### Sport

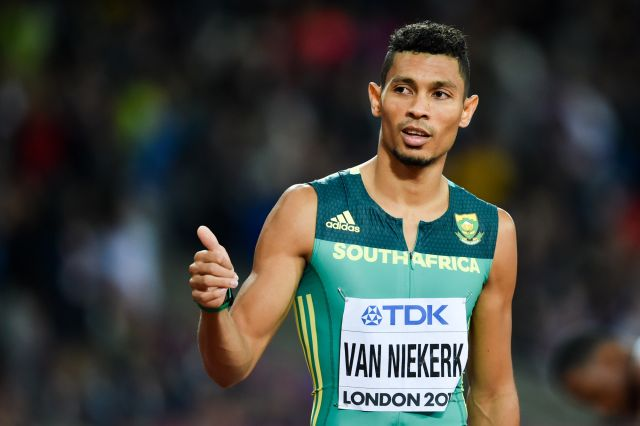
Wayde van Niekerk

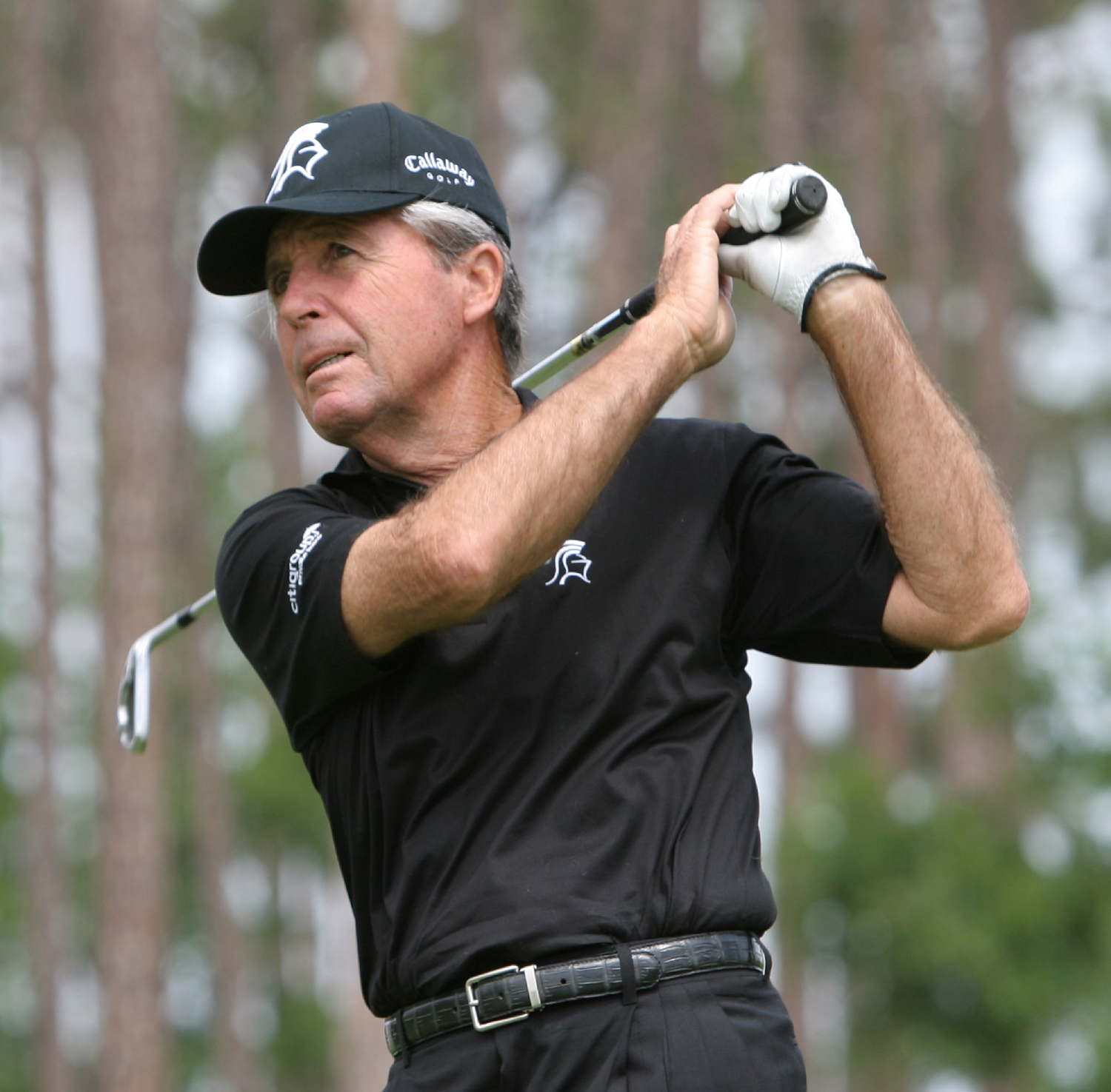
Gary Player

Nejpopulárnějšími sporty v zemi jsou mezi bílými Jihoafričany kriket a ragby, mezi černošskými obyvateli pak fotbal. Jihoafrická republika pořádala, jako první africká země v historii, mistrovství světa ve fotbale 2010.
JAR má na svém kontě 26 zlatých olympijských medailí (k roku 2018). Jako i jiné africké země je nejúspěšnější v atletice, kde nasbírala devět nejcennějších kovů. Již vůbec první jihoafrická olympijská medaile, z roku 1908, byla atletická. Zlato v běhu na 100 metrů získal Reggie Walker. O čtyři roky později, na hrách ve Stockholmu, vyhrál maratonský běh Ken McArthur. V roce 1920 v Antverpách triumfoval v běhu na 400 metrů Bevil Rudd, v Amsterdamu roku 1928 v běhu na 110 metrů překážek Sydney Atkinson. Esther Brandová vyhrála závod ve skoku vysokém na hrách v Helsinkách v roce 1952. V letech 1964–1992 jihoafričtí sportovci na olympiádu nemohli, a tak další zlato přišlo až roku 1996, maratónský běh v Atlantě vyhrál Josia Thugwane. V Londýně 2012 uspěla běžkyně na 800 metrů Caster Semenyaová, byť zlato převzala až dodatečně, po dopingové diskvalifikaci vítězné soupeřky. Cílem proběhla jasně první také za čtyři roky v Riu, a je tak nejúspěšnější jihoafrickou atletkou (byť jsou její úspěchy hodně diskutované vzhledem k tomu, že je intersex). V Riu sbírku zlatých rozšířil i běžec na 400 metrů Wayde Van Niekerk, a to navíc novým světovým rekordem, který tak uzmul legendárnímu Michaelu Johnsonovi.
V minulosti byl doménou JAR olympijský box (poslední zlatá pochází z roku 1948) a tenis (tři zlaté z meziválečné éry). V novodobé historii po roce 1996 je to plavání (např. Penny Heynsová má dvě zlaté). Oscar Pistorius se stal první světovou paralympijskou hvězdou, jejíž záře však pohasla v důsledku kriminálního činu.
Gary Player je jeden z neslavnějších golfistů všech dob, třetím v historii, který dosáhl grand slamu. Automobilový závodník Jody Scheckter se stal v roce 1979 mistrem světa ve Formuli 1. Kork Ballington je čtyřnásobným mistrem světa v závodech silničních motocyklů. Jeden titul mají Jon Ekerold a Brad Binder. Boxeři Gerrie Coetzee a Corrie Sanders byli profesionálními mistry světa v těžké váze. V JAR se narodil úspěšný kanadský basketbalista Steve Nash. Jezdec na horském kole Greg Minnaar je trojnásobným mistrem světa. Team Dimension Data je úspěšná jihoafrická profesionální stáj v silniční cyklistice. Tenista Johan Kriek dvakrát vyhrál Australian Open. Tenisté JAR získali v roce 1974 pověstnou „salátovou mísu“ Davis Cupu. Conrad Stoltz je trojnásobným mistrem světa v triatlonu. Jihoafričtí ragbisté získali tři tituly mistrů světa (1995, 2007 a 2019). Danie Craven byl jako první Afričan uveden do mezinárodní ragbyové síně slávy. Anketu o nejlepšího ragbistu světa vyhráli dva Jihoafričané: Schalk Burger a Bryan Habana.